# Volkswagen

Entwicklung des Volkswagen-Logos

Volkswagen (VW) ist die Kernmarke der Volkswagen AG. Ursprung des Markennamens war 1937 das von Adolf Hitler geforderte Projekt zum Bau eines „Volksautos“, das erstmals einer breiten Bevölkerung ein bezahlbares Auto ermöglichen und damit die Massenmotorisierung in Deutschland einleiten sollte. Bis dahin waren Automobile durch einen hohen Preis überwiegend in der Oberschicht vorzufinden. In der Nachkriegszeit wurde 1949 durch Gründung der Volkswagen G.m.b.H. der Markenname Volkswagen gefestigt. 2020 wurden weltweit rund 50 Modelle unter der Marke Volkswagen hergestellt. Das Land Niedersachsen ist Großaktionär von VW. 2023 war die Volkswagen AG der größte Konzern Europas und der größte Autohersteller der Welt nach Umsatz.

## Geschichte
Die Geschichte der Marke Volkswagen deckt sich weitestgehend mit der Geschichte der 1937 gegründeten Volkswagen AG.

## Vorstand
(Stand: 1. Januar 2023)
Der Markenvorstand von Volkswagen setzt sich wie folgt zusammen:
| Geschäftsbereich                    | Name                 | Mitglied seit     | vorheriges Wirken                                                      |
| ----------------------------------- | -------------------- | ----------------- | ---------------------------------------------------------------------- |
| Vorsitzender                        | Thomas Schäfer       | 1. Juli 2022 1    | CEO, Škoda Auto                                                        |
| Beschaffung                         | Dirk Große-Loheide   | 1. Januar 2023    | Vorstand Beschaffung und IT, Audi AG                                   |
| Controlling und Rechnungswesen      | Patrik Andreas Mayer | 1. Oktober 2022   | Vorstand Finanzen, Volkswagen Group Russia                             |
| New Mobility                        | Thomas Ulbrich       | 1. Oktober 2022 2 | Markenvorstand Geschäftsbereich Technische Entwicklung, Volkswagen Pkw |
| Personal                            | Arne Meiswinkel      | 1. August 2022    | Generalbevollmächtigter, Volkswagen-Konzern                            |
| Produktion und Logistik             | Christian Vollmer    | 1. August 2020    | Vorstand Produktion und Logistik, SEAT S.A.                            |
| Technische Entwicklung              | Kai Grünitz          | 1. Oktober 2022   | Technischer Leiter Entwicklung, Volkswagen Nutzfahrzeuge               |
| Vertrieb, Marketing und After Sales | Imelda Labbé         | 1. Juli 2022      | Sprecherin der Geschäftsführung, Volkswagen OTLG                       |

## Zulassungen

### Global
| Jahr | Anzahl der Zulassungen der Volkswagen Gruppe (Mio.) | Anzahl der Marke VW |
| ---- | --------------------------------------------------- | ------------------- |
| 2023 | 9,2                                                 | 4,87                |
| 2022 | 8,2                                                 | 4,476               |
| 2021 | 8,8                                                 |                     |
| 2020 | 9,3                                                 |                     |
| 2019 | 10,9                                                | 6,278               |
| 2018 | 10,8                                                | 6,245               |
| 2017 | 10,7                                                |                     |
| 2016 | 10,3                                                |                     |
| 2015 | 10,0                                                |                     |
| 2014 | 10,2                                                |                     |
| 2013 | 9,7                                                 |                     |
| 2012 | 9,3                                                 |                     |

### Deutschland
| Jahr | Anzahl der Zulassungen der Marke Volkswagen | Prozent der Gesamtzulassungen | Quelle |
| ---- | ------------------------------------------- | ----------------------------- | ------ |
| 2023 | 519.089                                     | 18,2 %                        | [ 7 ]  |
| 2022 | 480.967                                     | 18,1 %                        | [ 8 ]  |
| 2021 | 489.962                                     | 18,7 %                        | [ 9 ]  |
| 2020 | 525.612                                     | 18,0 %                        | [ 10 ] |
| 2019 | 667.518                                     | 18,5 %                        |        |
| 2018 | 643.518                                     | 18,7 %                        |        |
| 2017 | 634.270                                     | 18,4 %                        |        |
| 2016 | 656.025                                     | 19,5 %                        |        |
| 2015 | 685.594                                     | 21,3 %                        |        |
| 2014 | 656.494                                     | 21,6 %                        |        |
| 2013 | 642.190                                     | 21,7 %                        |        |
| 2012 | 672.921                                     | 21,5 %                        |        |
| 2011 | 686.772                                     | 21,6 %                        |        |
| 2010 | 613.808                                     | 21,0 %                        |        |
| 2009 | 805.262                                     | 21,2 %                        |        |
| 2008 | 615.229                                     | 19,9 %                        |        |
| 2007 | 608.820                                     | 19,3 %                        |        |
| 2006 | 689.116                                     | 19,1 %                        |        |
| 2005 | 621.978                                     | 18,6 %                        |        |
| 2004 | 602.725                                     | 18,4 %                        |        |
| 2003 | 600.364                                     | 18,5 %                        |        |
| 2002 | 604.347                                     | 18,6 %                        |        |
| 2001 | 633.075                                     | 18,9 %                        |        |
| 2000 | 643.615                                     | 18,9 %                        |        |
| 1999 | 741.477                                     | 19,5 %                        |        |

### Österreich
| Jahr | Anzahl der Zulassungen der Marke Volkswagen | Prozent der Gesamtzulassungen | Quelle |
| ---- | ------------------------------------------- | ----------------------------- | ------ |
| 2021 | 35.966                                      | 15,0 %                        | [ 11 ] |
| 2020 | 38.272                                      | 15,4 %                        |        |
| 2019 | 52.646                                      | 16,0 %                        |        |
| 2018 | 56.932                                      | 16,7 %                        |        |
| 2017 | 58.709                                      | 16,6 %                        |        |
| 2016 | 56.529                                      | 17,2 %                        |        |
| 2015 | 53.396                                      | 17,3 %                        |        |
| 2014 | 54.775                                      | 18,1 %                        |        |
| 2013 | 57.758                                      | 18,1 %                        |        |
| 2012 | 61.627                                      | 18,3 %                        |        |
| 2011 | 65.150                                      | 18,3 %                        |        |
| 2010 | 55.041                                      | 16,75 %                       |        |
| 2009 | 51.506                                      | 16,06 %                       |        |
| 2008 | 49.379                                      | 16,81 %                       |        |
| 2007 | 50.736                                      | 17,01 %                       |        |
| 2006 | 53.385                                      | 17,30 %                       |        |
| 2005 | 53.285                                      | 17,31 %                       |        |
| 2004 | 53.670                                      | 17,24 %                       |        |
| 2003 | 51.206                                      | 17,06 %                       |        |

### Schweiz
| Jahr | Anzahl der Zulassungen der Marke Volkswagen | Prozent der Gesamtzulassungen (≈) | Quelle(n)     |
| ---- | ------------------------------------------- | --------------------------------- | ------------- |
| 2024 | 24.080                                      | 10,0 %                            | [ 12 ]        |
| 2023 | 28.365                                      |                                   | [ 12 ]        |
| 2022 | 25.455                                      |                                   | [ 12 ]        |
| 2021 | 25.816                                      | 10,8 %                            | [ 12 ] [ 13 ] |
| 2020 | 26.417                                      | 11,1 %                            | [ 12 ] [ 13 ] |
| 2019 | 34.445                                      | 11,1 %                            | [ 12 ] [ 13 ] |
| 2018 | 32.961                                      | 11,0 %                            | [ 12 ]        |
| 2017 | 35.975                                      | 11,5 %                            | [ 12 ]        |
| 2016 | 42.142                                      | 13,3 %                            | [ 12 ]        |
| 2015 | 42.212                                      | 13,0 %                            | [ 12 ]        |
| 2014 | 40.146                                      | 13,2 %                            | [ 12 ]        |

Hinweis: In den Zulassungszahlen für die Schweiz sind die Zulassungen in Liechtenstein enthalten.

## Modelle

### Modelle in Europa
| Bauzeit                             | Baureihe                               | Anmerkung | Bild         |
| Kleinstwagen                        | Kleinstwagen                           | Kleinstwagen | Kleinstwagen |
| ----------------------------------- | -------------------------------------- | --- | ------------ |
| 1998–2005                           | Lupo                                   | Der Lupo ist der erste Kleinstwagen von Volkswagen. Er ist weitgehend baugleich mit dem Seat Arosa. Es gab ihn auch in der sparsamen Variante 3L TDI. |              |
| 2005–2011                           | Fox                                    | Der Fox ersetzte ab Frühjahr 2005 den Lupo. Wird in Brasilien hergestellt und soll als Sparmodell vor allem junge Kunden anlocken; der Einstiegspreis lag bei 9650 Euro. In Brasilien wird er – seit 2009 in überarbeiteter Form – weiterhin angeboten und ist dort auch als CrossFox und geräumiger SpaceFox erhältlich. |              |
| 2011–2023                           | up!                                    | Der up! ist das Nachfolgemodell des Fox und ein Modell der New Small Family. Weitgehend baugleiche Modelle sind der Škoda Citigo und der Seat Mii. |              |
| Kleinwagen                          |                                        | |              |
| 1975–1981                           | Polo I (Typ 86)                        | Im Frühjahr 1975 präsentierte Volkswagen seinen ersten Kleinwagen. Er war baugleich mit dem im Herbst 1974 eingeführten Audi 50. Ein Facelift folgte Anfang 1979. |              |
| 1977–1981                           | Derby I                                | Der Derby war die Stufenheckversion des Polo I, auch hier mit zwei seitlichen Türen. |              |
| 1981–1994                           | Polo II (Typ 86C)                      | Der zweite Polo war außer mit Steilheck ab Sommer 1982 auch als Coupé mit Schrägheck erhältlich. Ein umfassendes Facelift erfolgte im Herbst 1990. |              |
| 1981–1985                           | Derby II                               | Vom Polo II gab es erneut eine Stufenhecklimousine. Anfang 1985 wurde der Derby in „Polo Classic“ umbenannt. |              |
| seit 1980                           | Gol                                    | Der Gol (vom brasilianischen Wort für ein Tor im Fußball) ist das Volumenmodell von VW do Brasil. Ab 1980 gab es ihn als dreitürige Schräghecklimousine mit vorne längs eingebautem Käfermotor. Mit Stufenheck wurde er unter dem Namen Voyage angeboten, in Nordamerika auch als VW Fox. Unter dem Namen Parati gibt es ihn als Kombi; die Pick-up-Version hieß Saveiro. Inzwischen mit quer eingebautem, wassergekühlten Reihenmotor, wird die Modellreihe in dritter Generation angeboten. |              |
| 1994–1999                           | Polo III (Typ 6N/6NF)                  | Der Polo III war der erste Kleinwagen von VW, den es auch als Fünftürer gab. Zudem war ab Herbst 1995 eine Stufenheckversion sowie ab Frühjahr 1997 ein Kombi erhältlich, die beide nahezu baugleich mit dem Seat Cordoba waren. |              |
| 1999–2001                           | Polo III (Typ 6N2)                     | Mit der Modellpflege im Herbst 1999 änderte VW die interne Typenbezeichnung in Polo 6N2, ansonsten fast nur die Karosserieform. |              |
| 2001–2005                           | Polo IV (Typ 9N)                       | Im Herbst 2001 folgte der vierte Polo. Nach einer längeren Pause gab es ab Herbst 2003 auch wieder eine Stufenhecklimousine, während die Kombivariante entfiel. |              |
| 2004–2005                           | Polo Fun (Typ 9N)                      | Ab Frühjahr 2004 gab es den Polo IV auch mit SUV-ähnlichem Aussehen und der Zusatzbezeichnung „Fun“. |              |
| 2005–2009                           | Polo IV (Typ 9N3)                      | Im Frühjahr 2005 erfolgte ein Facelift am Polo IV. Er erhielt einen V-förmigem Kühlergrill sowie neue Scheinwerfer und Rückleuchten. |              |
| 2006–2008                           | CrossPolo (Typ 9N3)                    | Der Polo „Fun“ wurde Anfang 2006 einer Überarbeitung unterzogen und bekam die gleichen Änderungen wie der Polo. Zudem änderte sich der Name in CrossPolo. |              |
| 2009–2017                           | Polo V (Typ 6R)                        | Ab Mitte 2009 bis Mitte 2017 war der Polo V im Handel. Im Frühjahr 2014 erhielt der Polo ein leichtes Facelift. |              |
| 2010–2017                           | CrossPolo (Typ 6R)                     | Die zweite Auflage des CrossPolo folgte im Frühjahr 2010. Auch er wurde im Frühjahr 2014 überarbeitet. |              |
| seit 2017                           | Polo VI                                | Der 2017 vorgestellte Polo VI hat deutlich an Größe gewonnen. Er hat erstmals die 4-Meter-Marke in der Länge überschritten. |              |
| Kompaktklasse                       |                                        | |              |
| 1974–1983 6.780.050                 | Golf I (Typ 17)                        | Trotz des anderen Konzepts ist der Golf der offizielle Nachfolger des Käfer. Nach ihm wird die Kompaktklasse auch gern Golf-Klasse genannt. Eine größere Überarbeitung erfolgte im Sommer 1980. Bis 2009 wurde er als Citi Golf noch in Südafrika gefertigt. |              |
| 1979–1984                           | Jetta I                                | Im August 1979 kam der erste Jetta auf den Markt. Die Stufenheckversion des Golf I war zwei- und viertürig lieferbar. |              |
| 1983–1992 6.301.000                 | Golf II (Typ 19E)                      | Der zweite Golf kam im Sommer 1983 auf den Markt. Auch die zweite Auflage hatte wieder ein Schrägheck. Gegenüber diesem wurde der Wagen um 17 cm länger, während der Radstand um 7,5 cm zunahm. Im Sommer 1987 erfolgte eine Modellpflege (u. a. Wegfall der Dreiecksfenster). Nachdem bereits 1988 insgesamt 10 Millionen Exemplare des Golf verkauft waren, feierte man dies mit einem gleichnamigen Sondermodell. 1990 folgte noch eine Version mit höherer Bodenfreiheit und Allradantrieb mit dem Namen Golf Country.                                                                                    |              |
| 1984–1992                           | Jetta II                               | Auch vom Golf II gab es wieder eine zwei- oder viertürig lieferbare Stufenheckvariante. Wie dieser erhielt der Jetta II im Sommer 1987 eine Überarbeitung. |              |
| 1991–1999 4.805.900                 | Golf III                               | Der Golf III wurde im Herbst 1991 eingeführt. Erstmals stellte man dem Golf ab Frühjahr 1993 auch eine Kombiversion zur Seite. Im Sommer desselben Jahres erschien auch wieder ein neues Cabriolet. Eine Überarbeitung erfolgte im Herbst 1995. Die letzte Golf Limousine lief Ende 1997 vom Band, während der Variant noch bis Frühjahr 1999 gefertigt wurde. |              |
| 1992–1998                           | Vento                                  | Die Stufenheckversion des Golf III erhielt hierzulande einen neuen Namen, wobei er im Ausland weiterhin unter dem Namen Jetta verkauft wurde. Sie ist zudem in den USA die meistverkaufte europäische Limousine. Im Herbst 1995 erfolgte auch am Vento ein Facelift. |              |
| 1997–2006 4.300.000                 | Golf IV                                | Vierte Generation des Erfolgsmodells. Der im April 1999 erschienene Golf IV Variant ist fast gleich mit dem Bora Variant. Das Cabrio, das noch auf dem Golf III basierte, wurde äußerlich dem Golf IV angeglichen und bis Ende 2001 weiter gebaut. Der Variant lief bis Mitte 2006 vom Band. |              |
| 1997–2010                           | New Beetle                             | Für den New Beetle mit Retrodesign nutzte VW die Technik des Golf IV. Im Frühjahr 2003 kam noch ein Cabrio hinzu. Im Sommer 2005 erfolgte ein leichtes Facelift. |              |
| 1998–2005                           | Bora                                   | Mit dem Bora bekam die Stufenheckversion des Golf IV wieder einen neuen Namen, im Ausland blieb es weiterhin beim Alten. Der Jetta IV wurde in den USA genauso erfolgreich wie sein Vorgänger. Der von Frühjahr 1999 bis Ende 2004 gebaute Bora Variant ist nahezu identisch mit dem Golf IV Variant. |              |
| 2003–2009                           | Golf V                                 | Im Herbst 2003 eingeführte fünfte Auflage des Kompaktwagens. Der Golf V Variant folgte Mitte 2007 und war im Bau dem Jetta V ähnlich, der aber nicht wie dieser in Mexiko produziert wird. Während die Schräghecklimousine im Herbst 2008 abgelöst wurde, folgte der Kombi im Frühsommer 2009. |              |
| 2005–2010                           | Jetta V (Typ 1KZ)                      | Das Stufenheckmodell des Golf V lief nun in Mexiko vom Band, wurde nun auch in Deutschland wieder unter dem Namen Jetta verkauft. Technische Grundlage lieferte dementsprechend der Golf V. Das Frontdesign ist dem Golf wieder ähnlicher als beim Vorgänger Bora. Ein Jetta V Variant war in Europa nicht verfügbar, wurde aber unter dem Namen „Jetta Sportwagon“ in den USA angeboten. |              |
| 2008–2013                           | Golf VI                                | Der Golf VI ging aus einem umfangreichen Facelift des Vorgängers Golf V hervor. Plattform sowie Motoren blieben gleich. Die Ablösung durch den komplett neuen Golf VII erfolgte im Herbst 2012, während die des Variant im Sommer 2013 geführt wurde. |              |
| 2010–2018                           | Jetta VI                               | Neuauflage des Jetta im aktuellen VW-Design. Der Radstand wuchs gegenüber dem Vorgänger. Im Herbst 2014 erfolgte eine Modellpflege. |              |
| 2011–2019                           | VW Beetle                              | Nach 14 Jahren Bauzeit des New Beetle erschien im Herbst 2011 der Nachfolger. Das nur noch „Beetle“ genannte Fahrzeug soll mit seinem flacheren Dach stärker an den Ur-Käfer als der Vorgänger erinnern. |              |
| 2012–2020                           | Golf VII                               | Die siebte Auflage löste im Herbst 2012 nach nur vier Jahren den Golf VI ab. Zunächst erschien das Schrägheck, während der Variant im Sommer 2013 folgte. Als Besonderheit wird der Golf VII auch mit Elektromotor und als Plugin-Hybrid angeboten. |              |
| seit 2019                           | ID.3                                   | Das erste Elektroauto von VW, das auf einer Elektrofahrzeug-Plattform basiert, optisch orientiert er sich an der im Jahr 2017 gezeigten Studie VW ID. |              |
| seit 2019                           | Golf VIII                              | Die achte Generation des Golf wurde Ende Oktober 2019 als Schrägheck vorgestellt. |              |
| Untere Mittelklasse                 |                                        | |              |
| 1945–1946                           | Typ 51                                 | Käfer-Karosserie mit Fahrgestell des Kübelwagens der Wehrmacht und Karosserie des KdF-Wagens (siehe unten). Auch bekannt als sogenannter Kommandeurswagen. |              |
| 1946–2003                           | Käfer                                  | Der erste Volkswagen. In Europa wurde der Vertrieb 1985 eingestellt. Weltweit produziert, zuletzt bis 2003 bei VW de Mexico. Insgesamt 21.529.464 Wagen hergestellt. |              |
| Mittelklasse                        |                                        | |              |
| 1961–1973                           | VW 1500/1600 (Typ 3)                   | Erster Anlauf, das Programm nach oben in die Mittelklasse zu erweitern. Weiterhin luftgekühlter Boxermotor im Heck. Drei Karosserieformen: Stufenheck, Fließheck (TL) und Kombi (Variant). Mehrere Facelifts. |              |
| 1968–1974                           | VW 411/412 (Typ 4)                     | Spitzname „Nasenbär“. Wenig erfolgreich, weiterhin das klassische VW-Konzept mit luftgekühltem Boxermotor im Heck. Zwei Karosserieformen: Fließheck und Kombi (Variant). |              |
| 1970–1975                           | K 70                                   | Als erster Volkswagen mit Frontmotor und Wasserkühlung bildete der im Sommer 1970 eingeführte K 70 für die Marke einen technischen Umbruch. Der von NSU entwickelte viertürige Wagen hatte wegen des hohen Verbrauchs von über 13 l/100 km einen schlechten Ruf. Seine Fertigung lief deswegen Anfang 1975 aus. |              |
| 1973–1980                           | Passat B1                              | Der erste Passat kam Mitte 1973 auf den Markt und war zunächst als Fließhecklimousine mit kleiner Heckklappe erhältlich. Anfang 1974 erschien die Kombiversion „Variant“ und Anfang 1975 folgte noch die Limousinen mit großer Heckklappe. Motoren, Antrieb und Karosserie bis zur C-Säule waren baugleich mit denen des Audi 80. Im Sommer 1977 wurden im Rahmen einer Modellpflege die Scheinwerfer sowie Heckleuchten als auch Armaturentafel und Stoßfänger geändert. |              |
| 1980–1988                           | Passat B2                              | Die zweite Generation des Passat wartete ab Herbst 1980 mit größeren Abmessungen auf, wodurch besonders der im Frühjahr 1981 nachgereichte Kombi geräumiger wurde. Dieser wurde ab Herbst 1984 auch mit Allradantrieb („Syncro“) angeboten. Zudem gab es in Verbindung mit dem 55 kW (75 PS) starken 1,6-l-Ottomotor auch ein sparsame Ausführung namens „Formel E“. Der B2 war der letzte Passat, den es auch als Zweitürer gab, wobei diese Variante mangels Nachfrage zur Anfang 1985 erfolgten Überarbeitung entfiel. Dabei wurden Front und Heck (speziell das der Limousine) modifiziert.               |              |
| 1981–1984                           | Santana                                | Die im Herbst 1981 eingeführte Stufenheckvariante des Passat B2 hatte nur geringen Erfolg in Europa, erfreute sich jedoch großer Nachfrage in China. Der Name wurde bereits Anfang 1985 wieder aufgegeben und das Modell als Passat Stufenheck verkauft. |              |
| 1988–1993                           | Passat B3                              | Der B3 war ein völlig neues Modell, mit ähnlich dem Golf quer eingebautem Motor. Diese Generation stand nur noch als Stufenhecklimousine sowie Kombi im Programm, eine Fließhecklimousine wird seitdem nicht mehr angeboten. Zugunsten einer besseren Windschlüpfigkeit wurde der Kühllufteinlass verkleinert und unter den Stoßfänger verlegt, was jedoch nicht nur auf Zustimmung stieß und dem Fahrzeug den spöttischen Namen „Nasenbär“ einbrachte. |              |
| 1993–1996                           | Passat B4                              | Der Passat B4 war ein umfassendes Facelift vom Passat B3, der nun wieder mit einem Kühlergrill ausgestattet war. Der B4 wurde auch wieder mit Allradantrieb als syncro verkauft. |              |
| 1996–2005                           | Passat B5                              | Im Herbst 1996 kam ein neuer Passat auf den Markt, der wieder mit längs eingebauten Motoren ausgestattet wurde. Der Variant folgte im Frühjahr 1997. Ein größeres Facelift wurde im Herbst 2000 vorgenommen. In geringen Stückzahlen wurde diese Variante auch als Passat W8 mit Achtzylinder-Motor gefertigt. |              |
| 2005–2010                           | Passat B6                              | Mit dem Passat B6 erfolgte eine erneute Umstellung auf quer eingebaute Motoren. Die Leuchtengrafik passte sich den Modellen Golf V, Golf Plus und Polo IV an. Die Motorenpalette reichte vom 77 kW (105 PS) starken 1,6 TDI bis zum 220 kW (299 PS) leistenden R36. |              |
| 2008–2016                           | Passat CC                              | Mit dieser Variante wollte Volkswagen nachvollziehen, was Mercedes-Benz mit CLK und CLS vorgemacht hat: die Höherpositionierung eines Produkts, dessen technische Inhalte einer günstigeren Preisklasse zuzuordnen sind. Anfang 2012 wurde die Optik an den Passat B7 angepasst. |              |
| 2010–2014                           | Passat B7                              | Im November 2010 kam der Passat B7 als Limousine und Kombi zu den Händlern. Der B7 erhielt Änderungen im Stil des Golf VI, wobei die Motorenpalette vom Vorgänger bestehen blieb. |              |
| 2014–2023                           | Passat B8                              | Im Herbst 2014 wurden die ersten Passat B8 an die Kunden ausgeliefert. Dieser Passat basiert erstmals auf dem Modularen Querbaukasten, wodurch bei in etwa gleichbleibender Außenlänge der Innenraum vergrößert werden konnte. Mit dem GTE gab auch eine Ausführung als Plug-in-Hybrid. |              |
| 2017–2024                           | Arteon                                 | Nach der Einstellung der Produktion des VW CC und des VW Phaeton im Jahr 2016, wurde der Arteon im Rahmen des Genfer Auto-Salons am 6. März 2017 als neues Topmodell vorgestellt. |              |
| seit 2023                           | ID.7                                   | Im April 2023 debütierte auf der Shanghai Motor Show der batterieelektrisch angetriebene ID.7 als Fließheck. Eine Kombi-Version (jetzt Tourer genannt, gegenüber der ursprünglichen VW-Nomensklatur Variant) folgte im Sommer 2024. |              |
| seit 2024                           | Passat B9                              | Ende August 2023 debütierte der Passat B9. Er wird nur noch als Kombi angeboten. Die Produktion erfolgt fortan im slowakischen Bratislava. |              |
| Oberklasse                          |                                        | |              |
| 2001–2016                           | Phaeton                                | Mit dem im Frühjahr 2002 eingeführten Phaeton begann Volkswagens zunächst wenig erfolgreicher Vorstoß in die Oberklasse. Er sollte zuerst in den USA ein Verkaufsschlager werden, was dort jedoch scheiterte. In China war er hingegen erfolgreich. Mit der Einführung des 3.0 V6 TDI im Herbst 2004 konnten die Verkaufszahlen deutlich steigen. Im Frühjahr 2007 und Frühjahr 2010 erfolgten größere Modellpflegemaßnahmen, die sowohl die Optik als auch die Technik betrafen. Nach 14 Jahren endete im März 2016 die Produktion. Der Nachfolger Phideon wird seit 2016 für den chinesischen Markt gebaut. |              |
| Coupé und Cabrio                    |                                        | |              |
| 1949–1979                           | Käfer Cabrio                           | Ab Frühjahr 1949 folgten vom Käfer auch Cabrioversionen, unter anderen von Hebmüller (zweisitzig, bis 1952) und Karmann (viersitzig) gebaut wurden. Im Laufe seiner rund 30-jährigen Bauzeit durchlief das Karmann-Cabrio wie der geschlossene Käfer mehrere Modellpflegen. |              |
| 1955–1974                           | Karmann-Ghia Typ 14                    | Im Sommer 1955 erschien mit dem Karmann-Ghia ein Sportcoupé auf der Plattform des Käfer. Das auch als Cabrio gebaute Modell war auch in den USA sehr erfolgreich, da 61 Prozent der Wagen dorthin verkauft wurden. Wie der Käfer wurde der Karmann-Ghia in seiner Laufzeit stetig modifiziert. |              |
| 1962–1969                           | Karmann-Ghia 1500 (Typ 34)             | Auf Basis des WV Typ 3 baute Karmann den Typ 34 („Große Karmann-Ghia“). Dieses Fahrzeug wurde nur als Coupé angeboten. Der Typ 34 war jedoch kein wirtschaftlicher Erfolg: nach nur 42.505 Fahrzeugen wurde das Modell ohne Nachfolger eingestellt. |              |
| 1969–1975                           | Porsche 914                            | Ein Sportwagen, der aus einer Zusammenarbeit mit Porsche hervorging. Der 914 war der erste in Großserie hergestellte Mittelmotor-Sportwagen. Das von einem luftgekühlten Boxermotor angetriebene Modell wurde von Herbst 1969 bis Frühjahr 1976 in knapp 120.000 Exemplaren hergestellt, die meisten davon als VW-Porsche 914. |              |
| 1974–1981                           | Scirocco I                             | Der erste Scirocco kam im Frühjahr 1974 zu den Händlern und löste den Karmann-Ghia ab. Der Scirocco kam noch vor seiner Basis, dem Golf I, auf den Markt. Gemeinsam mit Golf, Passat und Polo führte das Coupé die Marke VW im Rahmen der Modelloffensive mit wassergekühlten Frontantriebsmodellen aus der bedrohlichen Absatzkrise. |              |
| 1979–1993                           | Golf I Cabrio                          | Im Frühjahr 1979 wurde das erste Cabriolet auf Golf-Basis präsentiert. Wegen des Überrollbügels, das in den Augen manch eines Betrachter wie ein Henkel aussah, erhielt es später den Spitznamen „Erdbeerkörbchen“. Trotz des Modellwechsels auf den Golf II wurde es weiterhin mit dessen Technik noch bis Sommer 1993 angeboten. |              |
| 1981–1992                           | Scirocco II                            | Im Frühjahr 1981 wurde die zweite Scirocco-Baureihe vorgestellt. VW nutzte weiterhin die Plattform und die Motoren des Golf I. Ab Herbst 1982 folgten auch diverse Sondermodelle, um die anfangs mäßigen Verkaufszahlen zu steigern. Ab Sommer 1985 wurden auch 16-Ventil-Motoren angeboten. Eine leichte Überarbeitung erfolgte im Sommer 1988. Obwohl kurz darauf der als Nachfolger gedachte Corrado erschien, konnte sich der Scirocco II dank weiterhin bestehender Nachfrage noch bis Herbst 1992 in der Modellpalette von Volkswagen halten.                                                           |              |
| 1988–1995                           | Corrado                                | Das Modell sollte ursprünglich den Scirocco ersetzen, wobei dieser neben dem Corrado noch vier weitere Jahre vom Band lief. Nach seiner Einstellung im Sommer 1995 war der Corrado für lange Zeit das letzte Coupé von Volkswagen. |              |
| 1993–2002                           | Golf III Cabrio                        | Im Spätsommer 1993 wurde ein neuer offener Golf auf Basis des Golf III präsentiert. Das Fahrzeug war eines der wenigen Cabriolets, das auch mit einem Dieselmotor angeboten wurde. Im Frühjahr 1998 erhielt es ein Facelift, womit es dem Golf IV ähnlicher sah und auch dessen Motoren bekam. |              |
| 2003–2010                           | New Beetle Cabrio                      | Das Cabrio des New Beetle folgte dem Coupé im Frühjahr 2003. Wie dieses wurde es im Sommer 2005 einem Facelift unterzogen. |              |
| 2006–2015                           | Eos                                    | Der Eos ist das erste Cabrio von Volkswagen mit einem Stahlklappdach. VW positionierte es als ein eigenständiges Coupé-Cabriolet, das die technischen Komponenten mit den Modellen Golf V sowie Passat B6 teilte. Ein Facelift erfolgte Ende 2010. Im Frühjahr 2015 wurde die Produktion des Eos eingestellt, da es im Zuge von Einsparmaßnahmen des Konzerns keinen unmittelbaren Nachfolger geben wird. |              |
| 2008–2017                           | Scirocco III                           | Die im Sommer 2008 eingeführte dritte Auflage des Scirocco entstand aus der Studie Iroc, die 2006 als Konzeptfahrzeug vorgestellt wurde. Technisch basiert der Scirocco III weitestgehend auf dem Golf VI und der mit dem VW Golf V eingeführte VW-Plattform in PQ35-Bauweise mit Quermotor. Die Palette reicht vom 90 kW (122 PS) starken 1,4 TSI bis zum 190 kW (258 PS) leistenden R. Im Frühjahr 2014 erfolgte eine optische wie technische Überarbeitung. |              |
| 2011–2016                           | Golf VI Cabrio                         | Nach knapp zehn Jahren Pause wurde Mitte 2011 wieder ein Golf Cabrio in das Programm aufgenommen. Das auf den Golf VI basierende Fahrzeug wird im Volkswagenwerk Osnabrück (vorm. Karmann) gefertigt. |              |
| 2012–2019                           | Beetle Cabrio                          | Nachdem im Herbst 2011 der Beetle als Coupé präsentiert wurde, rückte gegen Ende 2012 auch wieder eine offene Version ins Angebot. |              |
| seit 2019                           | T-Roc Cabriolet                        | Das erste SUV-Cabriolet von VW, auf Basis des im Jahr 2017 eingeführten VW T-Roc. |              |
| Hochdachkombi                       |                                        | |              |
| 2004–2020                           | Caddy Life (Typ 2K5)                   | Kombi-Version des Lieferwagens VW Caddy, wird von Volkswagen Nutzfahrzeuge in Polen gebaut. |              |
| seit 2020                           | Caddy V                                | Kombi-Version des Lieferwagens VW Caddy V, wird von Volkswagen Nutzfahrzeuge in Polen gebaut. |              |
| Kompaktvan                          |                                        | |              |
| 2003–2015                           | Touran I                               | Der erste Kompaktvan auf Basis des Golf V gelangte im Frühjahr 2003 in die Schauläden. Im Herbst 2006 wurde er erstmals im Rahmen einer großen Produktpflege überarbeitet, während eine zweite Modellpflege im Sommer 2010 folgte. |              |
| seit 2015                           | Touran II                              | Seit 2015 gibt es die Neuauflage des erfolgreichen Touran Vorgängers. |              |
| 2004–2014                           | Golf Plus (Typ 5M0)                    | Ein weiterer Kompaktvan auf der Plattform des Golf V. Ende 2008 erfolgte ein Facelift. |              |
| 2014–2020                           | Golf Sportsvan                         | Mitte 2014 löste der Sportsvan auf der Plattform des Golf VII den Golf Plus ab. |              |
| Van                                 |                                        | |              |
| 1995–2010                           | Sharan I                               | Großer Familien-Van, der annähernd baugleich mit Ford Galaxy und Seat Alhambra war. Ein erstes Facelift folgte im Mai 2000, ein weiteres wurde Ende 2004 vorgenommen. |              |
| 2010–2022                           | Sharan II                              | Zweite Generation des Sharan, die seit September 2010 erhältlich war. |              |
| Geländewagen                        |                                        | |              |
| 1940–1945                           | Kübelwagen (Typ 82)                    | Statt des geplanten KdF-Käfers wurden während des Krieges Militärfahrzeuge im Volkswagenwerk bei Fallersleben gebaut. |              |
| 1942–1944                           | Schwimmkübel (Typ 166)                 | Allradgetriebenes Amphibienfahrzeug. |              |
| 1969–1979                           | Kurierwagen (Typ 181)                  | Der Kurierwagen wurde zwar als Militärfahrzeug für die Bundeswehr entwickelt, jedoch auch als VW 181 an die Zivilbevölkerung verkauft. In den USA nannte man ihn umgangssprachlich „The Thing“. |              |
| 1978–1988                           | Iltis (Typ 183)                        | Militärfahrzeug für die Bundeswehr, im Audi-Werk Ingolstadt und VW-Werk Brüssel gebaut. |              |
| 1989–1997                           | Taro                                   | Der Taro war ein Lizenzbau des Toyota Hilux. |              |
| seit 2010                           | Amarok I                               | Ein Pick-up, der im VW-Werk Pacheco in Argentinien gebaut wird. Außerdem erfolgte die Produktion zwischen 2012 und 2020 auch in Hannover. |              |
| seit 2023                           | Amarok II                              | Die zweite Generation des Amarok wurde gemeinsam mit dem Ford Ranger entwickelt und wird in Südafrika gefertigt. |              |
| Sports Utility Vehicle (SUV)        |                                        | |              |
| 1990–1991                           | Golf Country                           | Der Golf Country basiert auf Golf CL syncro mit 98-PS-Motor. Er wurde nach Graz in Österreich geliefert und dort bei Steyr Daimler Puch zum Golf II Country umgerüstet. Sehr selten und begehrt ist das Sondermodell Chrom, von dem nur ca. 500 Exemplare gebaut wurden. |              |
| 2002–2010                           | VW Touareg I                           | Ein luxuriöses SUV, das gemeinsam mit Porsche entwickelt und komplett in Bratislava gefertigt wurde. Der Touareg teilt sich die Plattform mit Porsche Cayenne und Audi Q7. Ein Facelift wurde Ende 2006 durchgeführt. |              |
| 2010–2018                           | VW Touareg II                          | Im Frühjahr 2010 erscheint die zweite Generation des VW Touareg, der sich wieder mit dem Cayenne und dem Q7 die Technik teilt. |              |
| 2007–2016                           | VW Tiguan I                            | Der kompakte Tiguan ist nur als Fünftürer mit Vierzylindermotoren erhältlich und besitzt keine speziellen Offroad-Hilfen wie Sperren oder Reduktionsgetriebe. Ein Facelift erfolgte Mitte 2011. |              |
| seit 2016                           | VW Tiguan II                           | Der VW Tiguan II ist ein Fahrzeugmodell des deutschen Automobilherstellers Volkswagen im Marktsegment der Sport Utility Vehicles, das seit Frühjahr 2016 verkauft wird. |              |
| seit 2017                           | VW T-Roc                               | Der VW T-Roc ist ein Kompakt-SUV und baut wie das Schwestermodell Audi Q2 auf der MQB-Plattform. Seit Mitte September 2017 ist er bestellbar, die ersten Fahrzeuge wurden im November 2017 ausgeliefert. |              |
| seit 2018                           | VW Touareg III                         | Die dritte Generation des Touareg wurde im März 2018 vorgestellt. |              |
| seit 2019                           | VW T-Cross                             | Das auf dem Seat Arona basierende Fahrzeug wurde am 25. Oktober 2018 vorgestellt. Die ersten Auslieferungen waren Ende 2019. |              |
| seit 2020                           | VW ID.4                                | Auf Grundlage der Studie ID. Crozz präsentierte Volkswagen Anfang März 2020 den ausschließlich batterieelektrisch angetriebenen ID.4. |              |
| seit 2021                           | VW Taigo                               | Das auf dem VW T-Cross basierende Fahrzeug wurde für den südamerikanischen Markt entwickelt. Dort erfolgte 2020 die Markteinführung als Nivus. Im Herbst 2021 kommt die Baureihe als Taigo in Europa in den Handel. |              |
| seit 2022                           | VW ID.5                                | Gleiche Technik wie beim ID.4, jedoch mit flacher auslaufendem Dach. |              |
| seit 2024                           | VW Tiguan III                          | Die dritte Generation des Tiguan debütierte im September 2023 und kam Anfang 2024 auf den Markt. |              |
| seit 2024                           | VW Tayron                              | Der im Oktober 2024 vorgestellte Tayron ist das Nachfolgemodell des auf der zweiten Tiguan-Generation basierenden Allspace-Modells. |              |
| Kleinbus / Kleintransporter         |                                        | |              |
| siehe auch Volkswagen Nutzfahrzeuge |                                        | |              |
| seit 1950                           | Transporter (Typ 2, „Bulli“)           | Kastenwagen, Pritsche, Kleinbus, T1–T7 (mehrere Entwicklungsstufen) |              |
| 1964–1973                           | Kleinlieferwagen (Typ 147, „Fridolin“) | Der VW-Kleinlieferwagen Typ 147 wurde ursprünglich für die Deutsche Bundespost als Abhol- und Zustellfahrzeug entwickelt und bei den Westfalia-Werken, Wiedenbrück gebaut. Erhielt den Spitznamen „Fridolin“. |              |
| 1975–1979                           | VW EA489 (Mitra, Hormiga)              | Der VW „Basistransporter“ ist ein kleiner Frontlenker-Pritschenwagen mit luftgekühltem Käfermotor, Frontantrieb und starrer, an Blattfedern aufgehängter Hinterachse. Das Leergewicht betrug 1290 kg. |              |
| seit 2022                           | VW ID. Buzz                            | Der ID. Buzz ist ein elektrisch angetriebenes Fahrzeug, das gemeinsam von Volkswagen und Volkswagen Nutzfahrzeuge entwickelt wurde. Während der Cargo von Volkswagen Nutzfahrzeuge vertrieben wird, erfolgt die Vermarktung des Vans durch Volkswagen. Beide werden im Volkswagenwerk Hannover gebaut. |              |

### Interne Modellbezeichnungen
Häufig ist auch die interne Bezeichnung zu finden. Diese setzt sich aus <Marke> <Klasse> <Generation> <Derivat>, aus 2 Buchstaben und 3 Zahlen, wie sie in nachfolgender Tabelle zu finden sind, z. B. AU350, zusammen.
| Marke | Marke                    | Klasse | Klasse  | Klasse | Generation | Derivat | Derivat                      | Erweiterung  | Erweiterung            |
| ----- | ------------------------ | ------ | ------- | --- | ---------- | ------- | ---------------------------- | ------------ | ---------------------- |
| kurz  | lang                     | neu    | alt     | Marktname | Generation | Derivat | Derivat                      | (wenn nötig) | (wenn nötig)           |
| VW    | Volkswagen Pkw           | 0/1    | A00     | VW Lupo, Seat Arosa | 1          | 0       | Steilheck                    | 0            | kurzer Radstand        |
| AU    | Audi                     | 2      | A0      | VW Polo, Audi A2, (Audi A1), Škoda Fabia, Seat Ibiza, Seat Cordoba                                                                            | 2          | 1       | Stufenheck                   | 1            | langer Radstand        |
| SE    | Seat                     | 3      | A       | VW Golf, VW GolfPlus, VW Jetta/Bora, VW Touran, VW Caddy, Audi TT, Audi A3, Škoda Octavia, Seat Leon, Seat Toledo, Seat Altea (XL), VW Tiguan | 3          | 2       | Kombi                        | 2            |                        |
| SK    | Škoda                    | 4      | B       | VW Passat, (Eos), Audi A4, Audi A5, Audi Q5, Škoda Superb, Seat Exeo, Sharan, Macan                                                           | 4          | 3       | Fließheck                    | 3            | Syncro                 |
| BY    | Bentley                  | 5      | C       | Audi A6, Audi A7, VW Touareg, Porsche Cayenne, Audi Q7                                                                                        | 5          | 4       | Coupé (fastback), Sportwagen | 4            | Hochmotorisierung      |
| BG    | Bugatti                  | 6      | D       | VW Phaeton, Audi A8, Bentley Continental GT, Bentley Continental GT Cabrio, Bentley Flying Spur, Porsche 911, Porsche Panamera, Audi R8       | 6          | 5       | Roadster, Spyder, Cabrio     | 5            | offene Aufbauten       |
| LB    | Lamborghini              | 7      | T (E-)  | VW-Bus | 7          | 6       | OffRoader, FunCar, SUV       | 6            | geschlossene Aufbauten |
| VN    | Volkswagen Nutzfahrzeuge | 8      | LT (E+) | Crafter | 8          | 7       | CityVan, PickUp              | 7            | Flachdach              |
| PO    | Porsche                  | 9      | L       | |            | 8       | MPV                          | 8            | Hochdach               |
|       |                          |        |         | |            | 9       | sonstige                     | 9            | sonstige               |

Beispiele:
- AU350 = Audi A3 der fünften Generation mit kurzem Heck
- VW316 = VW Tiguan
- VW465 = VW Eos
- VW428 = VW Sharan

Zusätzlich setzt sich aus dieser Schematik die Plattformbezeichnung zusammen:
Plattform mit Quer eingebautem Motor = z. B. PQ35 für die Konzernplattform des Golf 5
Plattform mit Längs eingebautem Motor

### Schlüsselnummern
Volkswagen-PKW werden vom Kraftfahrt-Bundesamt unter den Herstellerschlüsselnummern 0600 oder 0603 geführt; der bei Porsche in Stuttgart gebaute Porsche 914/6 (mit Porsche-Boxermotor) trägt hingegen die Porsche-HSN 0583.

### Modelle außerhalb Europas
Neben der europäischen Produktpalette stellt Volkswagen auch Fahrzeuge in Mittel- und Südamerika, China und Südafrika her. Da es sich bei den Märkten um Schwellenländer handelt, sind diese Modelle bedeutend günstiger und für den Einsatz auf schlechten Straßen besser geeignet, aber auch qualitätstechnisch und in ihrer Ausstattung nicht mit europäischen Modellen vergleichbar. Diese Fahrzeuge werden meist nur in den lokalen Märkten vertrieben und basieren oft auf älteren Volkswagenmodellen (z. B. Santana 3000 auf Santana, Citi Golf auf Golf I) oder teilen die Plattform mit europäischen Modellen, so der Fox (in Mexiko Lupo) mit dem aktuellen Polo. Volkswagen geht mittlerweile dazu über, auch in diesen Länder eigentlich europäische Modelle zu fertigen, so z. B. den Touran für den chinesischen Markt oder den Jetta für den weltweiten Markt. Volkswagen ist der einzige Automobilhersteller Südamerikas mit eigener Entwicklungsabteilung.
Hier sind nur Modelle aufgeführt, die in den erwähnten Ländern gefertigt oder exklusiv vertrieben werden. Die Produktpalette umfasst meist auch Modelle aus Deutschland oder Europa, die in die betreffenden Länder exportiert werden. Es werden nur Länder beschrieben, in denen VW eigene Fertigungswerke besitzt, die große Volumen herstellen. In einer Reihe anderer Länder unterhält der Konzern noch Montagewerke, in denen aus Zollgründen importierte Bausätze für den lokalen Markt endmontiert werden. Auch sind häufig Varianten europäischer Modelle erhältlich, die sich in der Karosserie, Motorisierung und Ausstattung von in Deutschland erhältlichen Modellen erheblich unterscheiden.
Auch sind in der unten stehenden Auflistung nur aktuelle und lokale Modelle beschrieben. In die jeweiligen Märkte aus Europa importierte oder lokale historische Modelle finden keine Erwähnung. So ist die in den jeweiligen Ländern vertriebene Modellpalette recht groß und übersteigt in Brasilien z. B. die Zahl der in Deutschland angebotenen Modelle.

Auffällig ist, dass der Passat in nahezu allen Märkten in der aktuellen europäischen Version angeboten wird, doch der Golf in der jeweils neusten Version nur in Europa vertrieben wird (vgl. Golf IV in Nord- und Südamerika oder Golf I in Südamerika).
Wenn in diesem Abschnitt von einem Gol gesprochen wird, ist nicht der Golf gemeint. Der Gol war eine brasilianische Entwicklung, die in vielen Schwellenländermärkten angeboten wurde, sich großer Beliebtheit erfreute und somit als ein Weltauto gilt.
Wenn ein aktueller Jetta erwähnt wird, bezieht sich dies auf das aktuelle deutsche Jetta-Modell. In bestimmten Märkten, u. a. China und Mexiko, werden unter Jetta und Bora teils andere Modelle angeboten.
| Zeitleiste der Volkswagen-Modelle, die nur für den außereuropäischen Markt bestimmt sind | Zeitleiste der Volkswagen-Modelle, die nur für den außereuropäischen Markt bestimmt sind | Zeitleiste der Volkswagen-Modelle, die nur für den außereuropäischen Markt bestimmt sind | Zeitleiste der Volkswagen-Modelle, die nur für den außereuropäischen Markt bestimmt sind | Zeitleiste der Volkswagen-Modelle, die nur für den außereuropäischen Markt bestimmt sind | Zeitleiste der Volkswagen-Modelle, die nur für den außereuropäischen Markt bestimmt sind | Zeitleiste der Volkswagen-Modelle, die nur für den außereuropäischen Markt bestimmt sind | Zeitleiste der Volkswagen-Modelle, die nur für den außereuropäischen Markt bestimmt sind | Zeitleiste der Volkswagen-Modelle, die nur für den außereuropäischen Markt bestimmt sind | Zeitleiste der Volkswagen-Modelle, die nur für den außereuropäischen Markt bestimmt sind | Zeitleiste der Volkswagen-Modelle, die nur für den außereuropäischen Markt bestimmt sind | Zeitleiste der Volkswagen-Modelle, die nur für den außereuropäischen Markt bestimmt sind | Zeitleiste der Volkswagen-Modelle, die nur für den außereuropäischen Markt bestimmt sind | Zeitleiste der Volkswagen-Modelle, die nur für den außereuropäischen Markt bestimmt sind | Zeitleiste der Volkswagen-Modelle, die nur für den außereuropäischen Markt bestimmt sind | Zeitleiste der Volkswagen-Modelle, die nur für den außereuropäischen Markt bestimmt sind | Zeitleiste der Volkswagen-Modelle, die nur für den außereuropäischen Markt bestimmt sind | Zeitleiste der Volkswagen-Modelle, die nur für den außereuropäischen Markt bestimmt sind | Zeitleiste der Volkswagen-Modelle, die nur für den außereuropäischen Markt bestimmt sind | Zeitleiste der Volkswagen-Modelle, die nur für den außereuropäischen Markt bestimmt sind | Zeitleiste der Volkswagen-Modelle, die nur für den außereuropäischen Markt bestimmt sind | Zeitleiste der Volkswagen-Modelle, die nur für den außereuropäischen Markt bestimmt sind | Zeitleiste der Volkswagen-Modelle, die nur für den außereuropäischen Markt bestimmt sind | Zeitleiste der Volkswagen-Modelle, die nur für den außereuropäischen Markt bestimmt sind | Zeitleiste der Volkswagen-Modelle, die nur für den außereuropäischen Markt bestimmt sind | Zeitleiste der Volkswagen-Modelle, die nur für den außereuropäischen Markt bestimmt sind | Zeitleiste der Volkswagen-Modelle, die nur für den außereuropäischen Markt bestimmt sind | Zeitleiste der Volkswagen-Modelle, die nur für den außereuropäischen Markt bestimmt sind | Zeitleiste der Volkswagen-Modelle, die nur für den außereuropäischen Markt bestimmt sind | Zeitleiste der Volkswagen-Modelle, die nur für den außereuropäischen Markt bestimmt sind | Zeitleiste der Volkswagen-Modelle, die nur für den außereuropäischen Markt bestimmt sind | Zeitleiste der Volkswagen-Modelle, die nur für den außereuropäischen Markt bestimmt sind | Zeitleiste der Volkswagen-Modelle, die nur für den außereuropäischen Markt bestimmt sind | Zeitleiste der Volkswagen-Modelle, die nur für den außereuropäischen Markt bestimmt sind | Zeitleiste der Volkswagen-Modelle, die nur für den außereuropäischen Markt bestimmt sind | Zeitleiste der Volkswagen-Modelle, die nur für den außereuropäischen Markt bestimmt sind | Zeitleiste der Volkswagen-Modelle, die nur für den außereuropäischen Markt bestimmt sind | Zeitleiste der Volkswagen-Modelle, die nur für den außereuropäischen Markt bestimmt sind | Zeitleiste der Volkswagen-Modelle, die nur für den außereuropäischen Markt bestimmt sind | Zeitleiste der Volkswagen-Modelle, die nur für den außereuropäischen Markt bestimmt sind | Zeitleiste der Volkswagen-Modelle, die nur für den außereuropäischen Markt bestimmt sind | Zeitleiste der Volkswagen-Modelle, die nur für den außereuropäischen Markt bestimmt sind | Zeitleiste der Volkswagen-Modelle, die nur für den außereuropäischen Markt bestimmt sind | Zeitleiste der Volkswagen-Modelle, die nur für den außereuropäischen Markt bestimmt sind | Zeitleiste der Volkswagen-Modelle, die nur für den außereuropäischen Markt bestimmt sind | Zeitleiste der Volkswagen-Modelle, die nur für den außereuropäischen Markt bestimmt sind | Zeitleiste der Volkswagen-Modelle, die nur für den außereuropäischen Markt bestimmt sind | Zeitleiste der Volkswagen-Modelle, die nur für den außereuropäischen Markt bestimmt sind | Zeitleiste der Volkswagen-Modelle, die nur für den außereuropäischen Markt bestimmt sind | Zeitleiste der Volkswagen-Modelle, die nur für den außereuropäischen Markt bestimmt sind | Zeitleiste der Volkswagen-Modelle, die nur für den außereuropäischen Markt bestimmt sind | Zeitleiste der Volkswagen-Modelle, die nur für den außereuropäischen Markt bestimmt sind | Zeitleiste der Volkswagen-Modelle, die nur für den außereuropäischen Markt bestimmt sind | Zeitleiste der Volkswagen-Modelle, die nur für den außereuropäischen Markt bestimmt sind | Zeitleiste der Volkswagen-Modelle, die nur für den außereuropäischen Markt bestimmt sind |
| ---------------------------------------------------------------------------------------- | ---------------------------------------------------------------------------------------- | ---------------------------------------------------------------------------------------- | ---------------------------------------------------------------------------------------- | ---------------------------------------------------------------------------------------- | ---------------------------------------------------------------------------------------- | ---------------------------------------------------------------------------------------- | ---------------------------------------------------------------------------------------- | ---------------------------------------------------------------------------------------- | ---------------------------------------------------------------------------------------- | ---------------------------------------------------------------------------------------- | ---------------------------------------------------------------------------------------- | ---------------------------------------------------------------------------------------- | ---------------------------------------------------------------------------------------- | ---------------------------------------------------------------------------------------- | ---------------------------------------------------------------------------------------- | ---------------------------------------------------------------------------------------- | ---------------------------------------------------------------------------------------- | ---------------------------------------------------------------------------------------- | ---------------------------------------------------------------------------------------- | ---------------------------------------------------------------------------------------- | ---------------------------------------------------------------------------------------- | ---------------------------------------------------------------------------------------- | ---------------------------------------------------------------------------------------- | ---------------------------------------------------------------------------------------- | ---------------------------------------------------------------------------------------- | ---------------------------------------------------------------------------------------- | ---------------------------------------------------------------------------------------- | ---------------------------------------------------------------------------------------- | ---------------------------------------------------------------------------------------- | ---------------------------------------------------------------------------------------- | ---------------------------------------------------------------------------------------- | ---------------------------------------------------------------------------------------- | ---------------------------------------------------------------------------------------- | ---------------------------------------------------------------------------------------- | ---------------------------------------------------------------------------------------- | ---------------------------------------------------------------------------------------- | ---------------------------------------------------------------------------------------- | ---------------------------------------------------------------------------------------- | ---------------------------------------------------------------------------------------- | ---------------------------------------------------------------------------------------- | ---------------------------------------------------------------------------------------- | ---------------------------------------------------------------------------------------- | ---------------------------------------------------------------------------------------- | ---------------------------------------------------------------------------------------- | ---------------------------------------------------------------------------------------- | ---------------------------------------------------------------------------------------- | ---------------------------------------------------------------------------------------- | ---------------------------------------------------------------------------------------- | ---------------------------------------------------------------------------------------- | ---------------------------------------------------------------------------------------- | ---------------------------------------------------------------------------------------- | ---------------------------------------------------------------------------------------- | ---------------------------------------------------------------------------------------- | ---------------------------------------------------------------------------------------- |
| Typ                                                                                      | 1970er                                                                                   | 1970er                                                                                   | 1970er                                                                                   | 1970er                                                                                   | 1970er                                                                                   | 1970er                                                                                   | 1970er                                                                                   | 1970er                                                                                   | 1980er                                                                                   | 1980er                                                                                   | 1980er                                                                                   | 1980er                                                                                   | 1980er                                                                                   | 1980er                                                                                   | 1980er                                                                                   | 1980er                                                                                   | 1980er                                                                                   | 1980er                                                                                   | 1990er                                                                                   | 1990er                                                                                   | 1990er                                                                                   | 1990er                                                                                   | 1990er                                                                                   | 1990er                                                                                   | 1990er                                                                                   | 1990er                                                                                   | 1990er                                                                                   | 1990er                                                                                   | 2000er                                                                                   | 2000er                                                                                   | 2000er                                                                                   | 2000er                                                                                   | 2000er                                                                                   | 2000er                                                                                   | 2000er                                                                                   | 2000er                                                                                   | 2000er                                                                                   | 2000er                                                                                   | 2010er                                                                                   | 2010er                                                                                   | 2010er                                                                                   | 2010er                                                                                   | 2010er                                                                                   | 2010er                                                                                   | 2010er                                                                                   | 2010er                                                                                   | 2010er                                                                                   | 2010er                                                                                   | 2020er                                                                                   | 2020er                                                                                   | 2020er                                                                                   | 2020er                                                                                   | 2020er                                                                                   | 2020er                                                                                   |
| Typ                                                                                      | 2                                                                                        | 3                                                                                        | 4                                                                                        | 5                                                                                        | 6                                                                                        | 7                                                                                        | 8                                                                                        | 9                                                                                        | 0                                                                                        | 1                                                                                        | 2                                                                                        | 3                                                                                        | 4                                                                                        | 5                                                                                        | 6                                                                                        | 7                                                                                        | 8                                                                                        | 9                                                                                        | 0                                                                                        | 1                                                                                        | 2                                                                                        | 3                                                                                        | 4                                                                                        | 5                                                                                        | 6                                                                                        | 7                                                                                        | 8                                                                                        | 9                                                                                        | 0                                                                                        | 1                                                                                        | 2                                                                                        | 3                                                                                        | 4                                                                                        | 5                                                                                        | 6                                                                                        | 7                                                                                        | 8                                                                                        | 9                                                                                        | 0                                                                                        | 1                                                                                        | 2                                                                                        | 3                                                                                        | 4                                                                                        | 5                                                                                        | 6                                                                                        | 7                                                                                        | 8                                                                                        | 9                                                                                        | 0                                                                                        | 1                                                                                        | 2                                                                                        | 3                                                                                        | 4                                                                                        | 5                                                                                        |
| Kleinwagen                                                                               |                                                                                          |                                                                                          |                                                                                          |                                                                                          |                                                                                          |                                                                                          |                                                                                          |                                                                                          |                                                                                          |                                                                                          |                                                                                          |                                                                                          |                                                                                          |                                                                                          |                                                                                          |                                                                                          |                                                                                          |                                                                                          |                                                                                          |                                                                                          |                                                                                          |                                                                                          |                                                                                          |                                                                                          | Polo Playa                                                                               | Polo Playa                                                                               | Polo Playa                                                                               | Polo Playa                                                                               | Polo Playa                                                                               | Polo Playa                                                                               | Polo Playa                                                                               |                                                                                          |                                                                                          |                                                                                          |                                                                                          |                                                                                          |                                                                                          |                                                                                          |                                                                                          |                                                                                          |                                                                                          |                                                                                          |                                                                                          |                                                                                          | Ameo                                                                                     | Ameo                                                                                     | Ameo                                                                                     | Ameo                                                                                     | Ameo                                                                                     |                                                                                          |                                                                                          |                                                                                          |                                                                                          |                                                                                          |
| Kleinwagen                                                                               |                                                                                          |                                                                                          |                                                                                          |                                                                                          |                                                                                          |                                                                                          |                                                                                          |                                                                                          |                                                                                          | Gol I / Parati / Voyage / Gacel / Senda / Amazon / Fox (BX)                              | Gol I / Parati / Voyage / Gacel / Senda / Amazon / Fox (BX)                              | Gol I / Parati / Voyage / Gacel / Senda / Amazon / Fox (BX)                              | Gol I / Parati / Voyage / Gacel / Senda / Amazon / Fox (BX)                              | Gol I / Parati / Voyage / Gacel / Senda / Amazon / Fox (BX)                              | Gol I / Parati / Voyage / Gacel / Senda / Amazon / Fox (BX)                              | Gol I / Parati / Voyage / Gacel / Senda / Amazon / Fox (BX)                              | Gol I / Parati / Voyage / Gacel / Senda / Amazon / Fox (BX)                              | Gol I / Parati / Voyage / Gacel / Senda / Amazon / Fox (BX)                              | Gol I / Parati / Voyage / Gacel / Senda / Amazon / Fox (BX)                              | Gol I / Parati / Voyage / Gacel / Senda / Amazon / Fox (BX)                              | Gol I / Parati / Voyage / Gacel / Senda / Amazon / Fox (BX)                              | Gol I / Parati / Voyage / Gacel / Senda / Amazon / Fox (BX)                              | Gol I / Parati / Voyage / Gacel / Senda / Amazon / Fox (BX)                              | Gol I / Parati / Voyage / Gacel / Senda / Amazon / Fox (BX)                              | Gol II / Parati / Saveiro / Pointer (AB9)                                                | Gol II / Parati / Saveiro / Pointer (AB9)                                                | Gol II / Parati / Saveiro / Pointer (AB9)                                                | Gol II / Parati / Saveiro / Pointer (AB9)                                                | Gol II / Parati / Saveiro / Pointer (AB9)                                                | Gol II / Parati / Saveiro / Pointer (AB9)                                                | Gol II / Parati / Saveiro / Pointer (AB9)                                                | Gol II / Parati / Saveiro / Pointer (AB9)                                                | Gol II / Parati / Saveiro / Pointer (AB9)                                                | Gol II / Parati / Saveiro / Pointer (AB9)                                                | Gol II / Parati / Saveiro / Pointer (AB9)                                                | Gol II / Parati / Saveiro / Pointer (AB9)                                                | Gol III (NF)                                                                             | Gol III (NF)                                                                             | Gol III (NF)                                                                             | Gol III (NF)                                                                             | Gol III (NF)                                                                             | Gol III (NF)                                                                             | Gol III (NF)                                                                             | Gol III (NF)                                                                             | Gol III (NF)                                                                             | Gol III (NF)                                                                             | Gol III (NF)                                                                             | Gol III (NF)                                                                             | Gol III (NF)                                                                             | Gol III (NF)                                                                             | Gol III (NF)                                                                             |                                                                                          |                                                                                          |                                                                                          |
| Kleinwagen                                                                               |                                                                                          |                                                                                          |                                                                                          |                                                                                          |                                                                                          |                                                                                          |                                                                                          |                                                                                          |                                                                                          |                                                                                          |                                                                                          |                                                                                          |                                                                                          |                                                                                          |                                                                                          |                                                                                          |                                                                                          |                                                                                          |                                                                                          |                                                                                          |                                                                                          |                                                                                          |                                                                                          |                                                                                          |                                                                                          |                                                                                          |                                                                                          |                                                                                          |                                                                                          |                                                                                          |                                                                                          |                                                                                          |                                                                                          |                                                                                          |                                                                                          | Voyage                                                                                   |                                                                                          |                                                                                          |                                                                                          |                                                                                          |                                                                                          |                                                                                          |                                                                                          |                                                                                          |                                                                                          |                                                                                          |                                                                                          |                                                                                          |                                                                                          |                                                                                          |                                                                                          |                                                                                          |                                                                                          |                                                                                          |
| Kleinwagen                                                                               |                                                                                          |                                                                                          |                                                                                          |                                                                                          |                                                                                          |                                                                                          |                                                                                          |                                                                                          |                                                                                          |                                                                                          |                                                                                          |                                                                                          |                                                                                          |                                                                                          |                                                                                          |                                                                                          |                                                                                          |                                                                                          |                                                                                          |                                                                                          |                                                                                          |                                                                                          |                                                                                          |                                                                                          |                                                                                          |                                                                                          |                                                                                          |                                                                                          |                                                                                          |                                                                                          |                                                                                          |                                                                                          |                                                                                          |                                                                                          |                                                                                          |                                                                                          |                                                                                          |                                                                                          |                                                                                          |                                                                                          |                                                                                          |                                                                                          |                                                                                          |                                                                                          |                                                                                          | Virtus                                                                                   |                                                                                          |                                                                                          |                                                                                          |                                                                                          |                                                                                          |                                                                                          |                                                                                          |                                                                                          |
| Kompaktwagen                                                                             |                                                                                          |                                                                                          |                                                                                          |                                                                                          |                                                                                          |                                                                                          |                                                                                          |                                                                                          |                                                                                          |                                                                                          |                                                                                          |                                                                                          |                                                                                          |                                                                                          |                                                                                          |                                                                                          |                                                                                          |                                                                                          |                                                                                          |                                                                                          |                                                                                          |                                                                                          | Pointer[2]                                                                               | Pointer[2]                                                                               | Pointer[2]                                                                               |                                                                                          |                                                                                          |                                                                                          |                                                                                          |                                                                                          |                                                                                          |                                                                                          |                                                                                          |                                                                                          |                                                                                          |                                                                                          |                                                                                          | Lavida                                                                                   | Lavida                                                                                   | Lavida                                                                                   | Lavida                                                                                   | Lavida                                                                                   | Lavida                                                                                   | Lavida                                                                                   | Lavida                                                                                   | Lavida                                                                                   | Lavida                                                                                   | Lavida                                                                                   | Lavida                                                                                   | Lavida                                                                                   | Lavida                                                                                   | Lavida                                                                                   |                                                                                          |                                                                                          |
| Kompaktwagen                                                                             |                                                                                          |                                                                                          |                                                                                          |                                                                                          |                                                                                          |                                                                                          |                                                                                          |                                                                                          |                                                                                          |                                                                                          |                                                                                          |                                                                                          |                                                                                          |                                                                                          |                                                                                          |                                                                                          |                                                                                          |                                                                                          |                                                                                          |                                                                                          |                                                                                          |                                                                                          |                                                                                          |                                                                                          |                                                                                          |                                                                                          |                                                                                          |                                                                                          |                                                                                          |                                                                                          |                                                                                          |                                                                                          |                                                                                          |                                                                                          |                                                                                          |                                                                                          |                                                                                          |                                                                                          |                                                                                          |                                                                                          |                                                                                          | Gran Lavida                                                                              | Gran Lavida                                                                              | Gran Lavida                                                                              | Gran Lavida                                                                              | Gran Lavida                                                                              | Gran Lavida                                                                              | Gran Lavida                                                                              | Gran Lavida                                                                              |                                                                                          |                                                                                          |                                                                                          |                                                                                          |                                                                                          |
| Kompaktwagen                                                                             |                                                                                          |                                                                                          |                                                                                          |                                                                                          |                                                                                          |                                                                                          |                                                                                          |                                                                                          |                                                                                          |                                                                                          |                                                                                          |                                                                                          |                                                                                          |                                                                                          |                                                                                          |                                                                                          |                                                                                          |                                                                                          |                                                                                          |                                                                                          |                                                                                          |                                                                                          |                                                                                          |                                                                                          |                                                                                          |                                                                                          |                                                                                          |                                                                                          |                                                                                          |                                                                                          |                                                                                          |                                                                                          |                                                                                          |                                                                                          |                                                                                          |                                                                                          |                                                                                          |                                                                                          |                                                                                          |                                                                                          |                                                                                          | Santana / Jetta Night                                                                    | Santana / Jetta Night                                                                    | Santana / Jetta Night                                                                    | Santana / Jetta Night                                                                    | Santana / Jetta Night                                                                    | Santana / Jetta Night                                                                    | Santana / Jetta Night                                                                    | Santana / Jetta Night                                                                    | Santana / Jetta Night                                                                    | Santana / Jetta Night                                                                    | Lavida XR                                                                                | Lavida XR                                                                                | Lavida XR                                                                                |
| Kompaktwagen                                                                             |                                                                                          |                                                                                          |                                                                                          |                                                                                          |                                                                                          |                                                                                          |                                                                                          |                                                                                          |                                                                                          |                                                                                          |                                                                                          |                                                                                          |                                                                                          |                                                                                          |                                                                                          |                                                                                          |                                                                                          |                                                                                          |                                                                                          |                                                                                          |                                                                                          |                                                                                          |                                                                                          |                                                                                          |                                                                                          |                                                                                          |                                                                                          |                                                                                          |                                                                                          |                                                                                          |                                                                                          |                                                                                          |                                                                                          |                                                                                          |                                                                                          |                                                                                          |                                                                                          |                                                                                          |                                                                                          |                                                                                          |                                                                                          |                                                                                          | Gran Santana                                                                             |                                                                                          |                                                                                          |                                                                                          |                                                                                          |                                                                                          |                                                                                          |                                                                                          |                                                                                          |                                                                                          |                                                                                          |                                                                                          |
| Kompaktwagen                                                                             |                                                                                          |                                                                                          |                                                                                          |                                                                                          |                                                                                          |                                                                                          |                                                                                          |                                                                                          |                                                                                          |                                                                                          |                                                                                          |                                                                                          |                                                                                          |                                                                                          |                                                                                          |                                                                                          |                                                                                          |                                                                                          | Apollo[1]                                                                                | Apollo[1]                                                                                | Apollo[1]                                                                                |                                                                                          | Logus[2]                                                                                 | Logus[2]                                                                                 | Logus[2]                                                                                 |                                                                                          |                                                                                          |                                                                                          |                                                                                          |                                                                                          |                                                                                          |                                                                                          |                                                                                          |                                                                                          |                                                                                          |                                                                                          |                                                                                          | New Bora                                                                                 | New Bora                                                                                 | New Bora                                                                                 | New Bora                                                                                 | New Bora                                                                                 | New Bora                                                                                 | New Bora                                                                                 | New Bora                                                                                 | New Bora                                                                                 | New Bora                                                                                 | New Bora                                                                                 | New Bora                                                                                 | New Bora                                                                                 | New Bora                                                                                 |                                                                                          |                                                                                          |                                                                                          |
| Kompaktwagen                                                                             |                                                                                          |                                                                                          |                                                                                          |                                                                                          |                                                                                          |                                                                                          |                                                                                          |                                                                                          |                                                                                          |                                                                                          |                                                                                          |                                                                                          |                                                                                          |                                                                                          |                                                                                          |                                                                                          |                                                                                          |                                                                                          |                                                                                          |                                                                                          |                                                                                          |                                                                                          |                                                                                          |                                                                                          |                                                                                          |                                                                                          |                                                                                          |                                                                                          |                                                                                          |                                                                                          |                                                                                          |                                                                                          |                                                                                          |                                                                                          |                                                                                          |                                                                                          |                                                                                          |                                                                                          |                                                                                          |                                                                                          |                                                                                          |                                                                                          |                                                                                          | C-Trek                                                                                   |                                                                                          |                                                                                          |                                                                                          |                                                                                          |                                                                                          |                                                                                          |                                                                                          |                                                                                          |                                                                                          |                                                                                          |
| Kompaktwagen                                                                             |                                                                                          |                                                                                          |                                                                                          |                                                                                          |                                                                                          |                                                                                          |                                                                                          |                                                                                          |                                                                                          |                                                                                          |                                                                                          |                                                                                          |                                                                                          |                                                                                          |                                                                                          |                                                                                          |                                                                                          |                                                                                          |                                                                                          |                                                                                          |                                                                                          |                                                                                          |                                                                                          |                                                                                          |                                                                                          |                                                                                          |                                                                                          |                                                                                          |                                                                                          |                                                                                          |                                                                                          |                                                                                          |                                                                                          |                                                                                          |                                                                                          |                                                                                          |                                                                                          |                                                                                          |                                                                                          |                                                                                          |                                                                                          |                                                                                          |                                                                                          |                                                                                          |                                                                                          | Bora / Lavida Plus / Jetta VII                                                           |                                                                                          |                                                                                          |                                                                                          |                                                                                          |                                                                                          |                                                                                          |                                                                                          |                                                                                          |
| Kompaktwagen                                                                             |                                                                                          |                                                                                          |                                                                                          |                                                                                          |                                                                                          |                                                                                          |                                                                                          |                                                                                          |                                                                                          |                                                                                          |                                                                                          |                                                                                          |                                                                                          |                                                                                          |                                                                                          |                                                                                          |                                                                                          |                                                                                          |                                                                                          |                                                                                          |                                                                                          |                                                                                          |                                                                                          |                                                                                          |                                                                                          |                                                                                          |                                                                                          |                                                                                          |                                                                                          |                                                                                          |                                                                                          |                                                                                          |                                                                                          |                                                                                          | Sagitar                                                                                  | Sagitar                                                                                  | Sagitar                                                                                  | Sagitar                                                                                  | Sagitar                                                                                  | Sagitar                                                                                  | Sagitar                                                                                  | Sagitar                                                                                  | Sagitar                                                                                  | Sagitar                                                                                  | Sagitar                                                                                  | Sagitar                                                                                  | Sagitar                                                                                  | Sagitar                                                                                  | Sagitar                                                                                  | Sagitar                                                                                  | Sagitar                                                                                  | Sagitar                                                                                  | Sagitar                                                                                  | Sagitar                                                                                  |
| Kompaktwagen                                                                             |                                                                                          |                                                                                          |                                                                                          |                                                                                          |                                                                                          |                                                                                          |                                                                                          |                                                                                          |                                                                                          |                                                                                          |                                                                                          |                                                                                          |                                                                                          |                                                                                          |                                                                                          |                                                                                          |                                                                                          |                                                                                          |                                                                                          |                                                                                          |                                                                                          |                                                                                          |                                                                                          |                                                                                          |                                                                                          |                                                                                          |                                                                                          |                                                                                          |                                                                                          |                                                                                          |                                                                                          |                                                                                          |                                                                                          |                                                                                          |                                                                                          |                                                                                          |                                                                                          |                                                                                          |                                                                                          |                                                                                          |                                                                                          |                                                                                          | Lamando                                                                                  | Lamando                                                                                  | Lamando                                                                                  | Lamando                                                                                  | Lamando                                                                                  | Lamando                                                                                  | Lamando                                                                                  | Lamando                                                                                  | Lamando L                                                                                | Lamando L                                                                                | Lamando L                                                                                | Lamando L                                                                                |
| Mittelklasse                                                                             |                                                                                          | Brasilia / Igala                                                                         | Brasilia / Igala                                                                         | Brasilia / Igala                                                                         | Brasilia / Igala                                                                         | Brasilia / Igala                                                                         | Brasilia / Igala                                                                         | Brasilia / Igala                                                                         | Brasilia / Igala                                                                         | Brasilia / Igala                                                                         | Brasilia / Igala                                                                         |                                                                                          |                                                                                          |                                                                                          |                                                                                          |                                                                                          |                                                                                          |                                                                                          |                                                                                          |                                                                                          |                                                                                          |                                                                                          |                                                                                          | Santana 2000 / 3000 / Vista                                                              | Santana 2000 / 3000 / Vista                                                              | Santana 2000 / 3000 / Vista                                                              | Santana 2000 / 3000 / Vista                                                              | Santana 2000 / 3000 / Vista                                                              | Santana 2000 / 3000 / Vista                                                              | Santana 2000 / 3000 / Vista                                                              | Santana 2000 / 3000 / Vista                                                              | Santana 2000 / 3000 / Vista                                                              | Santana 2000 / 3000 / Vista                                                              | Santana 2000 / 3000 / Vista                                                              | Santana 2000 / 3000 / Vista                                                              | Santana 2000 / 3000 / Vista                                                              | Santana 2000 / 3000 / Vista                                                              | Santana 2000 / 3000 / Vista                                                              | Santana 2000 / 3000 / Vista                                                              | Santana 2000 / 3000 / Vista                                                              | Santana 2000 / 3000 / Vista                                                              | Santana 2000 / 3000 / Vista                                                              |                                                                                          |                                                                                          |                                                                                          |                                                                                          |                                                                                          |                                                                                          |                                                                                          |                                                                                          |                                                                                          |                                                                                          |                                                                                          |                                                                                          |
| Mittelklasse                                                                             |                                                                                          |                                                                                          |                                                                                          |                                                                                          |                                                                                          |                                                                                          |                                                                                          |                                                                                          |                                                                                          |                                                                                          |                                                                                          |                                                                                          |                                                                                          |                                                                                          |                                                                                          |                                                                                          |                                                                                          |                                                                                          |                                                                                          |                                                                                          |                                                                                          |                                                                                          |                                                                                          |                                                                                          |                                                                                          |                                                                                          |                                                                                          |                                                                                          |                                                                                          |                                                                                          |                                                                                          |                                                                                          |                                                                                          |                                                                                          |                                                                                          |                                                                                          |                                                                                          |                                                                                          |                                                                                          | Passat (NMS)                                                                             | Passat (NMS)                                                                             | Passat (NMS)                                                                             | Passat (NMS)                                                                             | Passat (NMS)                                                                             | Passat (NMS)                                                                             | Passat (NMS)                                                                             | Passat (NMS)                                                                             | Passat (NMS)                                                                             | Passat (NMS)                                                                             | Passat (NMS)                                                                             |                                                                                          |                                                                                          |                                                                                          |                                                                                          |
| Mittelklasse                                                                             | Passat Lingyu                                                                            | Passat Lingyu                                                                            | Passat Lingyu                                                                            | Passat Lingyu                                                                            | Passat Xinlingyu                                                                         | Passat Xinlingyu                                                                         | Passat (NMS)                                                                             | Passat (NMS)                                                                             | Passat (NMS)                                                                             | Passat (NMS)                                                                             | Passat (NMS)                                                                             | Passat Pro                                                                               | Passat Pro                                                                               |                                                                                          |                                                                                          |                                                                                          |                                                                                          |                                                                                          |                                                                                          |                                                                                          |                                                                                          |                                                                                          |                                                                                          |                                                                                          |                                                                                          |                                                                                          |                                                                                          |                                                                                          |                                                                                          |                                                                                          |                                                                                          |                                                                                          |                                                                                          |                                                                                          |                                                                                          |                                                                                          |                                                                                          |                                                                                          |                                                                                          | Passat (NMS)                                                                             | Passat (NMS)                                                                             | Passat (NMS)                                                                             | Passat (NMS)                                                                             | Passat (NMS)                                                                             | Passat (NMS)                                                                             | Passat (NMS)                                                                             | Passat (NMS)                                                                             |                                                                                          |                                                                                          |                                                                                          |                                                                                          |                                                                                          |                                                                                          |                                                                                          |
| Mittelklasse                                                                             |                                                                                          |                                                                                          |                                                                                          |                                                                                          |                                                                                          |                                                                                          |                                                                                          |                                                                                          |                                                                                          |                                                                                          |                                                                                          |                                                                                          |                                                                                          |                                                                                          |                                                                                          |                                                                                          |                                                                                          |                                                                                          |                                                                                          |                                                                                          |                                                                                          |                                                                                          |                                                                                          |                                                                                          |                                                                                          |                                                                                          |                                                                                          |                                                                                          |                                                                                          |                                                                                          |                                                                                          |                                                                                          |                                                                                          |                                                                                          |                                                                                          | Magotan                                                                                  | Magotan                                                                                  | Magotan                                                                                  | Magotan                                                                                  | Magotan                                                                                  | Magotan                                                                                  | Magotan                                                                                  | Magotan                                                                                  | Magotan                                                                                  | Magotan                                                                                  | Magotan                                                                                  | Magotan                                                                                  | Magotan                                                                                  | Magotan                                                                                  | Magotan                                                                                  | Magotan                                                                                  | Magotan                                                                                  | Magotan                                                                                  | Magotan                                                                                  |
| Oberklasse                                                                               |                                                                                          |                                                                                          |                                                                                          |                                                                                          |                                                                                          |                                                                                          |                                                                                          |                                                                                          |                                                                                          |                                                                                          |                                                                                          |                                                                                          |                                                                                          |                                                                                          |                                                                                          |                                                                                          |                                                                                          |                                                                                          |                                                                                          |                                                                                          |                                                                                          |                                                                                          |                                                                                          |                                                                                          |                                                                                          |                                                                                          |                                                                                          |                                                                                          |                                                                                          |                                                                                          |                                                                                          |                                                                                          |                                                                                          |                                                                                          |                                                                                          |                                                                                          |                                                                                          |                                                                                          |                                                                                          |                                                                                          |                                                                                          |                                                                                          |                                                                                          |                                                                                          | Phideon                                                                                  | Phideon                                                                                  | Phideon                                                                                  | Phideon                                                                                  | Phideon                                                                                  | Phideon                                                                                  | Phideon                                                                                  | Phideon                                                                                  |                                                                                          |                                                                                          |
| Coupé                                                                                    | SP2                                                                                      | SP2                                                                                      | SP2                                                                                      | SP2                                                                                      | SP2                                                                                      |                                                                                          |                                                                                          |                                                                                          |                                                                                          |                                                                                          |                                                                                          |                                                                                          |                                                                                          |                                                                                          |                                                                                          |                                                                                          |                                                                                          |                                                                                          |                                                                                          |                                                                                          |                                                                                          |                                                                                          |                                                                                          |                                                                                          |                                                                                          |                                                                                          |                                                                                          |                                                                                          |                                                                                          |                                                                                          |                                                                                          |                                                                                          |                                                                                          |                                                                                          |                                                                                          |                                                                                          |                                                                                          |                                                                                          |                                                                                          |                                                                                          |                                                                                          |                                                                                          |                                                                                          |                                                                                          |                                                                                          |                                                                                          |                                                                                          |                                                                                          |                                                                                          |                                                                                          |                                                                                          |                                                                                          |                                                                                          |                                                                                          |
| Minivan                                                                                  |                                                                                          |                                                                                          |                                                                                          |                                                                                          |                                                                                          |                                                                                          |                                                                                          |                                                                                          |                                                                                          |                                                                                          |                                                                                          |                                                                                          |                                                                                          |                                                                                          |                                                                                          |                                                                                          |                                                                                          |                                                                                          |                                                                                          |                                                                                          |                                                                                          |                                                                                          |                                                                                          |                                                                                          |                                                                                          |                                                                                          |                                                                                          |                                                                                          |                                                                                          |                                                                                          |                                                                                          |                                                                                          |                                                                                          |                                                                                          | SpaceFox / Suran                                                                         | SpaceFox / Suran                                                                         | SpaceFox / Suran                                                                         | SpaceFox / Suran                                                                         | SpaceFox / Suran                                                                         | SpaceFox / Suran                                                                         | SpaceFox / Suran                                                                         | SpaceFox / Suran                                                                         | SpaceFox / Suran                                                                         | SpaceFox / Suran                                                                         | SpaceFox / Suran                                                                         | SpaceFox / Suran                                                                         | SpaceFox / Suran                                                                         | SpaceFox / Suran                                                                         |                                                                                          |                                                                                          |                                                                                          |                                                                                          |                                                                                          |                                                                                          |
| Van                                                                                      |                                                                                          |                                                                                          |                                                                                          |                                                                                          |                                                                                          |                                                                                          |                                                                                          |                                                                                          |                                                                                          |                                                                                          |                                                                                          |                                                                                          |                                                                                          |                                                                                          |                                                                                          |                                                                                          |                                                                                          |                                                                                          |                                                                                          |                                                                                          |                                                                                          |                                                                                          |                                                                                          |                                                                                          |                                                                                          |                                                                                          |                                                                                          |                                                                                          |                                                                                          |                                                                                          |                                                                                          |                                                                                          |                                                                                          |                                                                                          |                                                                                          |                                                                                          | Routan                                                                                   | Routan                                                                                   | Routan                                                                                   | Routan                                                                                   | Routan                                                                                   | Routan                                                                                   |                                                                                          |                                                                                          |                                                                                          |                                                                                          |                                                                                          |                                                                                          | Viloran                                                                                  | Viloran                                                                                  | Viloran                                                                                  | Viloran                                                                                  | Viloran                                                                                  | Viloran                                                                                  |
| SUV                                                                                      |                                                                                          |                                                                                          |                                                                                          |                                                                                          |                                                                                          |                                                                                          |                                                                                          |                                                                                          |                                                                                          |                                                                                          |                                                                                          |                                                                                          |                                                                                          |                                                                                          |                                                                                          |                                                                                          |                                                                                          |                                                                                          |                                                                                          |                                                                                          |                                                                                          |                                                                                          |                                                                                          |                                                                                          |                                                                                          |                                                                                          |                                                                                          |                                                                                          |                                                                                          |                                                                                          |                                                                                          |                                                                                          |                                                                                          |                                                                                          |                                                                                          |                                                                                          |                                                                                          |                                                                                          |                                                                                          |                                                                                          |                                                                                          |                                                                                          |                                                                                          |                                                                                          |                                                                                          |                                                                                          |                                                                                          |                                                                                          |                                                                                          |                                                                                          |                                                                                          |                                                                                          |                                                                                          | Tera                                                                                     |
| SUV                                                                                      |                                                                                          |                                                                                          |                                                                                          |                                                                                          |                                                                                          |                                                                                          |                                                                                          |                                                                                          |                                                                                          |                                                                                          |                                                                                          |                                                                                          |                                                                                          |                                                                                          |                                                                                          |                                                                                          |                                                                                          |                                                                                          |                                                                                          |                                                                                          |                                                                                          |                                                                                          |                                                                                          |                                                                                          |                                                                                          |                                                                                          |                                                                                          |                                                                                          |                                                                                          |                                                                                          |                                                                                          |                                                                                          |                                                                                          |                                                                                          |                                                                                          |                                                                                          |                                                                                          |                                                                                          |                                                                                          |                                                                                          |                                                                                          |                                                                                          |                                                                                          |                                                                                          |                                                                                          |                                                                                          | Tacqua                                                                                   |                                                                                          |                                                                                          |                                                                                          |                                                                                          |                                                                                          |                                                                                          |                                                                                          |
| SUV                                                                                      |                                                                                          |                                                                                          |                                                                                          |                                                                                          |                                                                                          |                                                                                          |                                                                                          |                                                                                          |                                                                                          |                                                                                          |                                                                                          |                                                                                          |                                                                                          |                                                                                          |                                                                                          |                                                                                          |                                                                                          |                                                                                          |                                                                                          |                                                                                          |                                                                                          |                                                                                          |                                                                                          |                                                                                          |                                                                                          |                                                                                          |                                                                                          |                                                                                          |                                                                                          |                                                                                          |                                                                                          |                                                                                          |                                                                                          |                                                                                          |                                                                                          |                                                                                          |                                                                                          |                                                                                          |                                                                                          |                                                                                          |                                                                                          |                                                                                          |                                                                                          |                                                                                          |                                                                                          |                                                                                          |                                                                                          | Nivus                                                                                    |                                                                                          |                                                                                          |                                                                                          |                                                                                          |                                                                                          |                                                                                          |
| SUV                                                                                      |                                                                                          |                                                                                          |                                                                                          |                                                                                          |                                                                                          |                                                                                          |                                                                                          |                                                                                          |                                                                                          |                                                                                          |                                                                                          |                                                                                          |                                                                                          |                                                                                          |                                                                                          |                                                                                          |                                                                                          |                                                                                          |                                                                                          |                                                                                          |                                                                                          |                                                                                          |                                                                                          |                                                                                          |                                                                                          |                                                                                          |                                                                                          |                                                                                          |                                                                                          |                                                                                          |                                                                                          |                                                                                          |                                                                                          |                                                                                          |                                                                                          |                                                                                          |                                                                                          |                                                                                          |                                                                                          |                                                                                          |                                                                                          |                                                                                          |                                                                                          |                                                                                          |                                                                                          |                                                                                          |                                                                                          |                                                                                          |                                                                                          |                                                                                          |                                                                                          | Tharu XR                                                                                 |                                                                                          |                                                                                          |
| SUV                                                                                      |                                                                                          |                                                                                          |                                                                                          |                                                                                          |                                                                                          |                                                                                          |                                                                                          |                                                                                          |                                                                                          |                                                                                          |                                                                                          |                                                                                          |                                                                                          |                                                                                          |                                                                                          |                                                                                          |                                                                                          |                                                                                          |                                                                                          |                                                                                          |                                                                                          |                                                                                          |                                                                                          |                                                                                          |                                                                                          |                                                                                          |                                                                                          |                                                                                          |                                                                                          |                                                                                          |                                                                                          |                                                                                          |                                                                                          |                                                                                          |                                                                                          |                                                                                          |                                                                                          |                                                                                          |                                                                                          |                                                                                          |                                                                                          |                                                                                          |                                                                                          |                                                                                          |                                                                                          | Tharu                                                                                    |                                                                                          |                                                                                          |                                                                                          |                                                                                          |                                                                                          |                                                                                          |                                                                                          |                                                                                          |
| SUV                                                                                      |                                                                                          |                                                                                          |                                                                                          |                                                                                          |                                                                                          |                                                                                          |                                                                                          |                                                                                          |                                                                                          |                                                                                          |                                                                                          |                                                                                          |                                                                                          |                                                                                          |                                                                                          |                                                                                          |                                                                                          |                                                                                          |                                                                                          |                                                                                          |                                                                                          |                                                                                          |                                                                                          |                                                                                          |                                                                                          |                                                                                          |                                                                                          |                                                                                          |                                                                                          |                                                                                          |                                                                                          |                                                                                          |                                                                                          |                                                                                          |                                                                                          |                                                                                          |                                                                                          |                                                                                          |                                                                                          |                                                                                          |                                                                                          |                                                                                          |                                                                                          |                                                                                          |                                                                                          | Tayron                                                                                   |                                                                                          |                                                                                          |                                                                                          |                                                                                          |                                                                                          |                                                                                          |                                                                                          |                                                                                          |
| SUV                                                                                      |                                                                                          |                                                                                          |                                                                                          |                                                                                          |                                                                                          |                                                                                          |                                                                                          |                                                                                          |                                                                                          |                                                                                          |                                                                                          |                                                                                          |                                                                                          |                                                                                          |                                                                                          |                                                                                          |                                                                                          |                                                                                          |                                                                                          |                                                                                          |                                                                                          |                                                                                          |                                                                                          |                                                                                          |                                                                                          |                                                                                          |                                                                                          |                                                                                          |                                                                                          |                                                                                          |                                                                                          |                                                                                          |                                                                                          |                                                                                          |                                                                                          |                                                                                          |                                                                                          |                                                                                          |                                                                                          |                                                                                          |                                                                                          |                                                                                          |                                                                                          |                                                                                          |                                                                                          |                                                                                          |                                                                                          | Tayron X                                                                                 |                                                                                          |                                                                                          |                                                                                          |                                                                                          |                                                                                          |                                                                                          |
| SUV                                                                                      |                                                                                          |                                                                                          |                                                                                          |                                                                                          |                                                                                          |                                                                                          |                                                                                          |                                                                                          |                                                                                          |                                                                                          |                                                                                          |                                                                                          |                                                                                          |                                                                                          |                                                                                          |                                                                                          |                                                                                          |                                                                                          |                                                                                          |                                                                                          |                                                                                          |                                                                                          |                                                                                          |                                                                                          |                                                                                          |                                                                                          |                                                                                          |                                                                                          |                                                                                          |                                                                                          |                                                                                          |                                                                                          |                                                                                          |                                                                                          |                                                                                          |                                                                                          |                                                                                          |                                                                                          |                                                                                          |                                                                                          |                                                                                          |                                                                                          |                                                                                          |                                                                                          |                                                                                          |                                                                                          |                                                                                          |                                                                                          |                                                                                          |                                                                                          |                                                                                          | Tayron L / Tiguan                                                                        |                                                                                          |                                                                                          |
| SUV                                                                                      |                                                                                          |                                                                                          |                                                                                          |                                                                                          |                                                                                          |                                                                                          |                                                                                          |                                                                                          |                                                                                          |                                                                                          |                                                                                          |                                                                                          |                                                                                          |                                                                                          |                                                                                          |                                                                                          |                                                                                          |                                                                                          |                                                                                          |                                                                                          |                                                                                          |                                                                                          |                                                                                          |                                                                                          |                                                                                          |                                                                                          |                                                                                          |                                                                                          |                                                                                          |                                                                                          |                                                                                          |                                                                                          |                                                                                          |                                                                                          |                                                                                          |                                                                                          |                                                                                          |                                                                                          |                                                                                          |                                                                                          |                                                                                          |                                                                                          |                                                                                          |                                                                                          |                                                                                          |                                                                                          |                                                                                          |                                                                                          |                                                                                          |                                                                                          |                                                                                          | Tiguan L Pro                                                                             |                                                                                          |                                                                                          |
| SUV                                                                                      |                                                                                          |                                                                                          |                                                                                          |                                                                                          |                                                                                          |                                                                                          |                                                                                          |                                                                                          |                                                                                          |                                                                                          |                                                                                          |                                                                                          |                                                                                          |                                                                                          |                                                                                          |                                                                                          |                                                                                          |                                                                                          |                                                                                          |                                                                                          |                                                                                          |                                                                                          |                                                                                          |                                                                                          |                                                                                          |                                                                                          |                                                                                          |                                                                                          |                                                                                          |                                                                                          |                                                                                          |                                                                                          |                                                                                          |                                                                                          |                                                                                          |                                                                                          |                                                                                          |                                                                                          |                                                                                          |                                                                                          |                                                                                          |                                                                                          |                                                                                          |                                                                                          |                                                                                          |                                                                                          |                                                                                          | Tiguan X                                                                                 |                                                                                          |                                                                                          |                                                                                          |                                                                                          |                                                                                          |                                                                                          |
| SUV                                                                                      |                                                                                          |                                                                                          |                                                                                          |                                                                                          |                                                                                          |                                                                                          |                                                                                          |                                                                                          |                                                                                          |                                                                                          |                                                                                          |                                                                                          |                                                                                          |                                                                                          |                                                                                          |                                                                                          |                                                                                          |                                                                                          |                                                                                          |                                                                                          |                                                                                          |                                                                                          |                                                                                          |                                                                                          |                                                                                          |                                                                                          |                                                                                          |                                                                                          |                                                                                          |                                                                                          |                                                                                          |                                                                                          |                                                                                          |                                                                                          |                                                                                          |                                                                                          |                                                                                          |                                                                                          |                                                                                          |                                                                                          |                                                                                          |                                                                                          |                                                                                          |                                                                                          |                                                                                          |                                                                                          |                                                                                          |                                                                                          |                                                                                          | Tavendor                                                                                 |                                                                                          |                                                                                          |                                                                                          |                                                                                          |
| SUV                                                                                      |                                                                                          |                                                                                          |                                                                                          |                                                                                          |                                                                                          |                                                                                          |                                                                                          |                                                                                          |                                                                                          |                                                                                          |                                                                                          |                                                                                          |                                                                                          |                                                                                          |                                                                                          |                                                                                          |                                                                                          |                                                                                          |                                                                                          |                                                                                          |                                                                                          |                                                                                          |                                                                                          |                                                                                          |                                                                                          |                                                                                          |                                                                                          |                                                                                          |                                                                                          |                                                                                          |                                                                                          |                                                                                          |                                                                                          |                                                                                          |                                                                                          |                                                                                          |                                                                                          |                                                                                          |                                                                                          |                                                                                          |                                                                                          |                                                                                          |                                                                                          |                                                                                          | Atlas / Teramont                                                                         | Atlas / Teramont                                                                         | Atlas / Teramont                                                                         | Atlas / Teramont                                                                         | Atlas / Teramont                                                                         | Atlas / Teramont                                                                         | Atlas / Teramont                                                                         | Atlas / Teramont                                                                         | Atlas / Teramont                                                                         | Teramont Pro                                                                             |
| SUV                                                                                      |                                                                                          |                                                                                          |                                                                                          |                                                                                          |                                                                                          |                                                                                          |                                                                                          |                                                                                          |                                                                                          |                                                                                          |                                                                                          |                                                                                          |                                                                                          |                                                                                          |                                                                                          |                                                                                          |                                                                                          |                                                                                          |                                                                                          |                                                                                          |                                                                                          |                                                                                          |                                                                                          |                                                                                          |                                                                                          |                                                                                          |                                                                                          |                                                                                          |                                                                                          |                                                                                          |                                                                                          |                                                                                          |                                                                                          |                                                                                          |                                                                                          |                                                                                          |                                                                                          |                                                                                          |                                                                                          |                                                                                          |                                                                                          |                                                                                          |                                                                                          |                                                                                          |                                                                                          |                                                                                          | Atlas Cross Sport / Teramont X                                                           |                                                                                          |                                                                                          |                                                                                          |                                                                                          |                                                                                          |                                                                                          |                                                                                          |
| SUV                                                                                      |                                                                                          |                                                                                          |                                                                                          |                                                                                          |                                                                                          |                                                                                          |                                                                                          |                                                                                          |                                                                                          |                                                                                          |                                                                                          |                                                                                          |                                                                                          |                                                                                          |                                                                                          |                                                                                          |                                                                                          |                                                                                          |                                                                                          |                                                                                          |                                                                                          |                                                                                          |                                                                                          |                                                                                          |                                                                                          |                                                                                          |                                                                                          |                                                                                          |                                                                                          |                                                                                          |                                                                                          |                                                                                          |                                                                                          |                                                                                          |                                                                                          |                                                                                          |                                                                                          |                                                                                          |                                                                                          |                                                                                          |                                                                                          |                                                                                          |                                                                                          |                                                                                          |                                                                                          |                                                                                          |                                                                                          |                                                                                          | Talagon                                                                                  |                                                                                          |                                                                                          |                                                                                          |                                                                                          |                                                                                          |
| SUV                                                                                      |                                                                                          |                                                                                          |                                                                                          |                                                                                          |                                                                                          |                                                                                          |                                                                                          |                                                                                          |                                                                                          |                                                                                          |                                                                                          |                                                                                          |                                                                                          |                                                                                          |                                                                                          |                                                                                          |                                                                                          |                                                                                          |                                                                                          |                                                                                          |                                                                                          |                                                                                          |                                                                                          |                                                                                          |                                                                                          |                                                                                          |                                                                                          |                                                                                          |                                                                                          |                                                                                          |                                                                                          |                                                                                          |                                                                                          |                                                                                          |                                                                                          |                                                                                          |                                                                                          |                                                                                          |                                                                                          |                                                                                          |                                                                                          |                                                                                          |                                                                                          |                                                                                          |                                                                                          |                                                                                          |                                                                                          |                                                                                          | ID.6                                                                                     |                                                                                          |                                                                                          |                                                                                          |                                                                                          |                                                                                          |
| SUV                                                                                      |                                                                                          |                                                                                          |                                                                                          |                                                                                          |                                                                                          |                                                                                          |                                                                                          |                                                                                          |                                                                                          |                                                                                          |                                                                                          |                                                                                          |                                                                                          |                                                                                          |                                                                                          |                                                                                          |                                                                                          |                                                                                          |                                                                                          |                                                                                          |                                                                                          |                                                                                          |                                                                                          |                                                                                          |                                                                                          |                                                                                          |                                                                                          |                                                                                          |                                                                                          |                                                                                          |                                                                                          |                                                                                          |                                                                                          |                                                                                          |                                                                                          |                                                                                          |                                                                                          |                                                                                          |                                                                                          |                                                                                          |                                                                                          |                                                                                          |                                                                                          |                                                                                          |                                                                                          |                                                                                          |                                                                                          |                                                                                          |                                                                                          |                                                                                          |                                                                                          | ID. Unyx 06                                                                              |                                                                                          |                                                                                          |
| Kleintransporter                                                                         |                                                                                          |                                                                                          |                                                                                          | EA489 / Mitra / Hormiga                                                                  | EA489 / Mitra / Hormiga                                                                  | EA489 / Mitra / Hormiga                                                                  | EA489 / Mitra / Hormiga                                                                  | EA489 / Mitra / Hormiga                                                                  |                                                                                          |                                                                                          |                                                                                          |                                                                                          |                                                                                          |                                                                                          |                                                                                          |                                                                                          |                                                                                          |                                                                                          |                                                                                          |                                                                                          |                                                                                          |                                                                                          |                                                                                          |                                                                                          |                                                                                          |                                                                                          |                                                                                          |                                                                                          |                                                                                          |                                                                                          |                                                                                          |                                                                                          |                                                                                          |                                                                                          |                                                                                          |                                                                                          |                                                                                          |                                                                                          |                                                                                          |                                                                                          |                                                                                          |                                                                                          |                                                                                          |                                                                                          |                                                                                          |                                                                                          |                                                                                          |                                                                                          |                                                                                          |                                                                                          |                                                                                          |                                                                                          |                                                                                          |                                                                                          |

#### Vereinigte StaatenKanadaUSA und Kanada

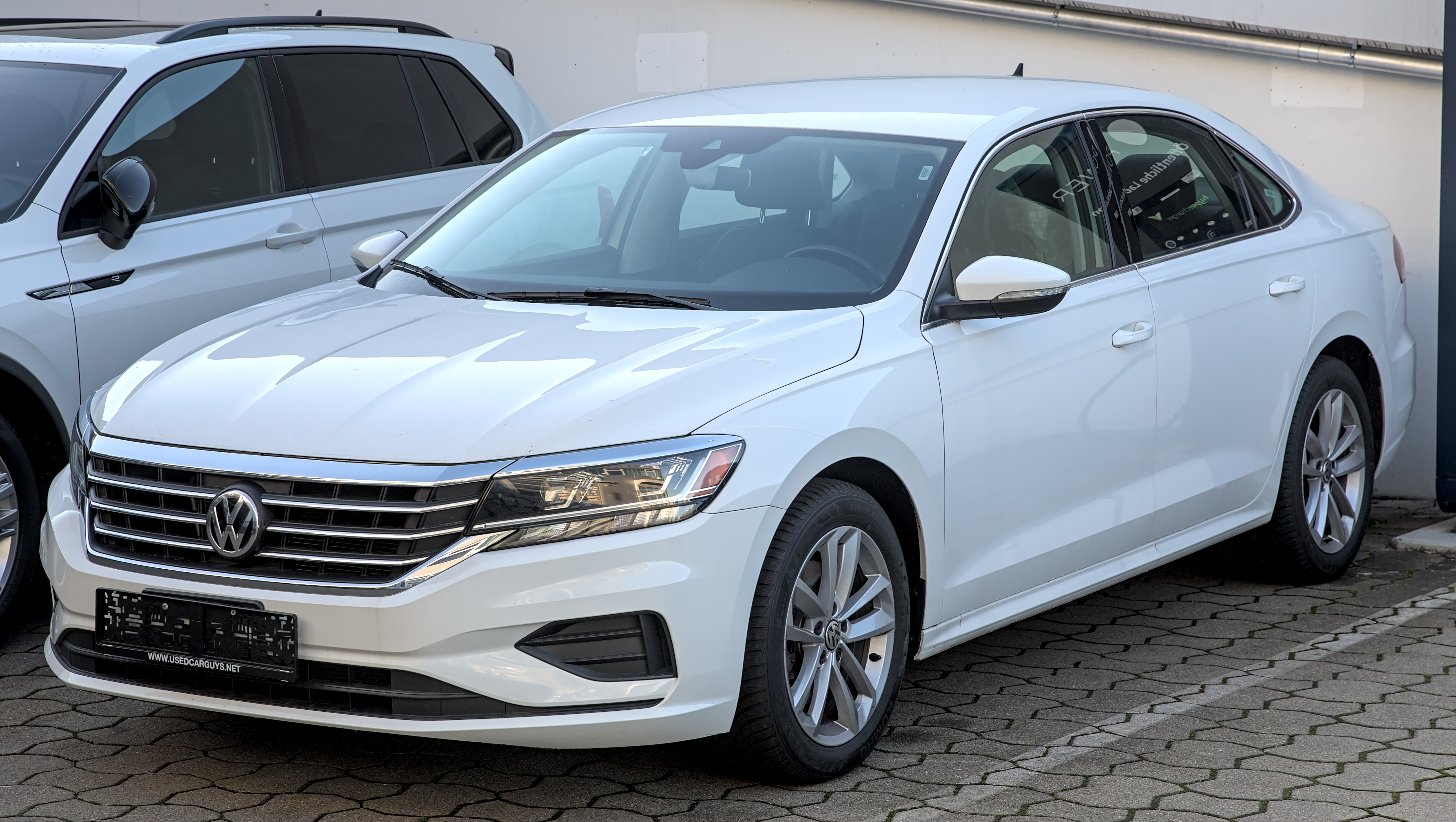
VW Passat New Midsize Sedan

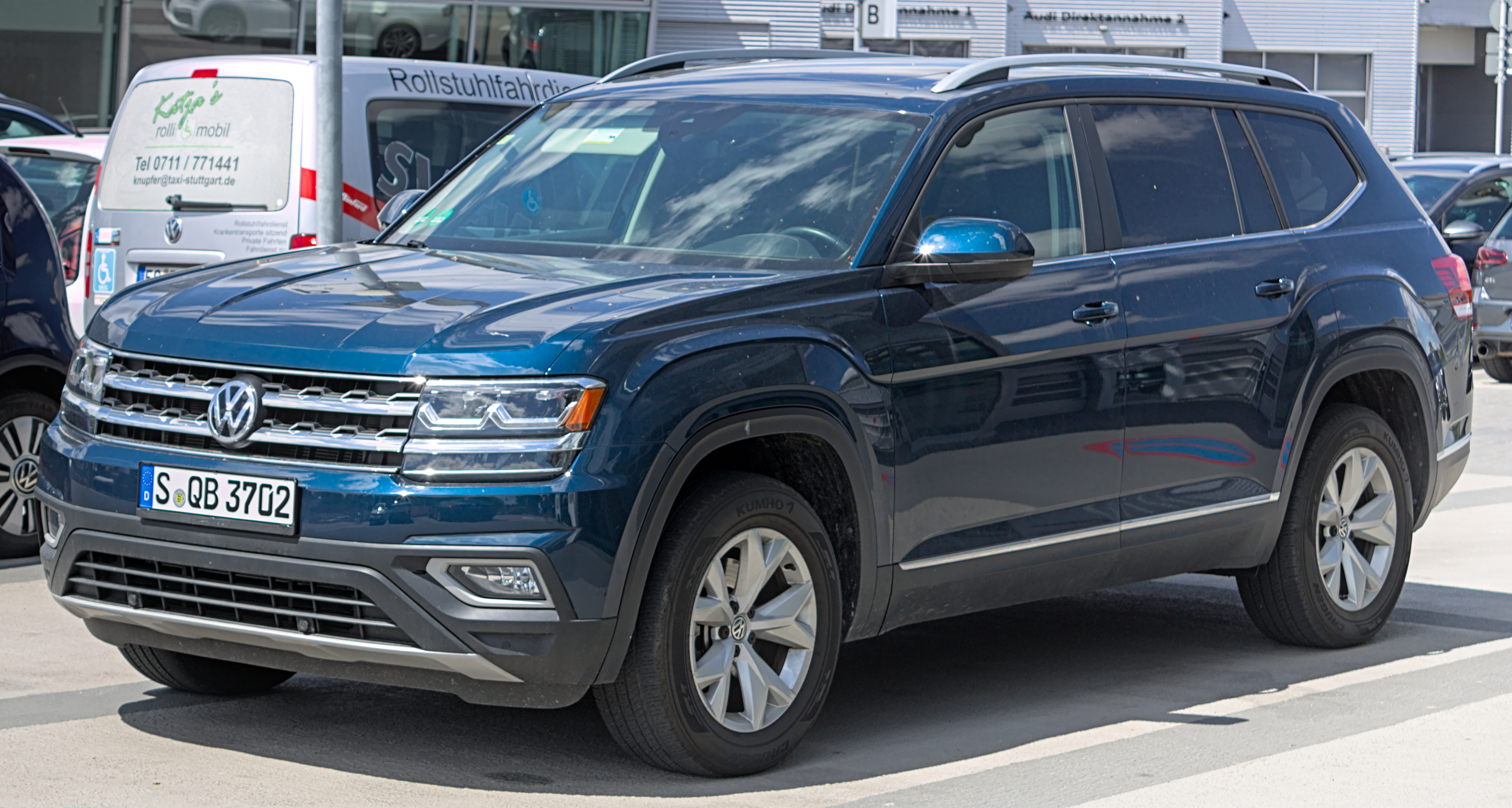
VW Atlas

- VW City Golf Golf IV, mit Facelift; nur Kanada
- VW City Jetta Stufenheckversion des City Golfs; nur Kanada
- VW GLI Stufenheckversion des Golf V GTI
- VW Rabbit Name für den Golf V
- VW Routan, Van
- VW Passat New Midsize Sedan, nicht identisch mit dem in Europa angebotenen gleichnamigen Modell[17]
- VW Atlas, SUV
- VW Atlas Cross Sport, SUV

#### ArgentinienVW Argentinien
- VW Caddy noch auf Polo-Basis
- VW CrossFox
- VW Bora neben aktuellem Jetta
- VW Fox Zweitürer und Viertürer

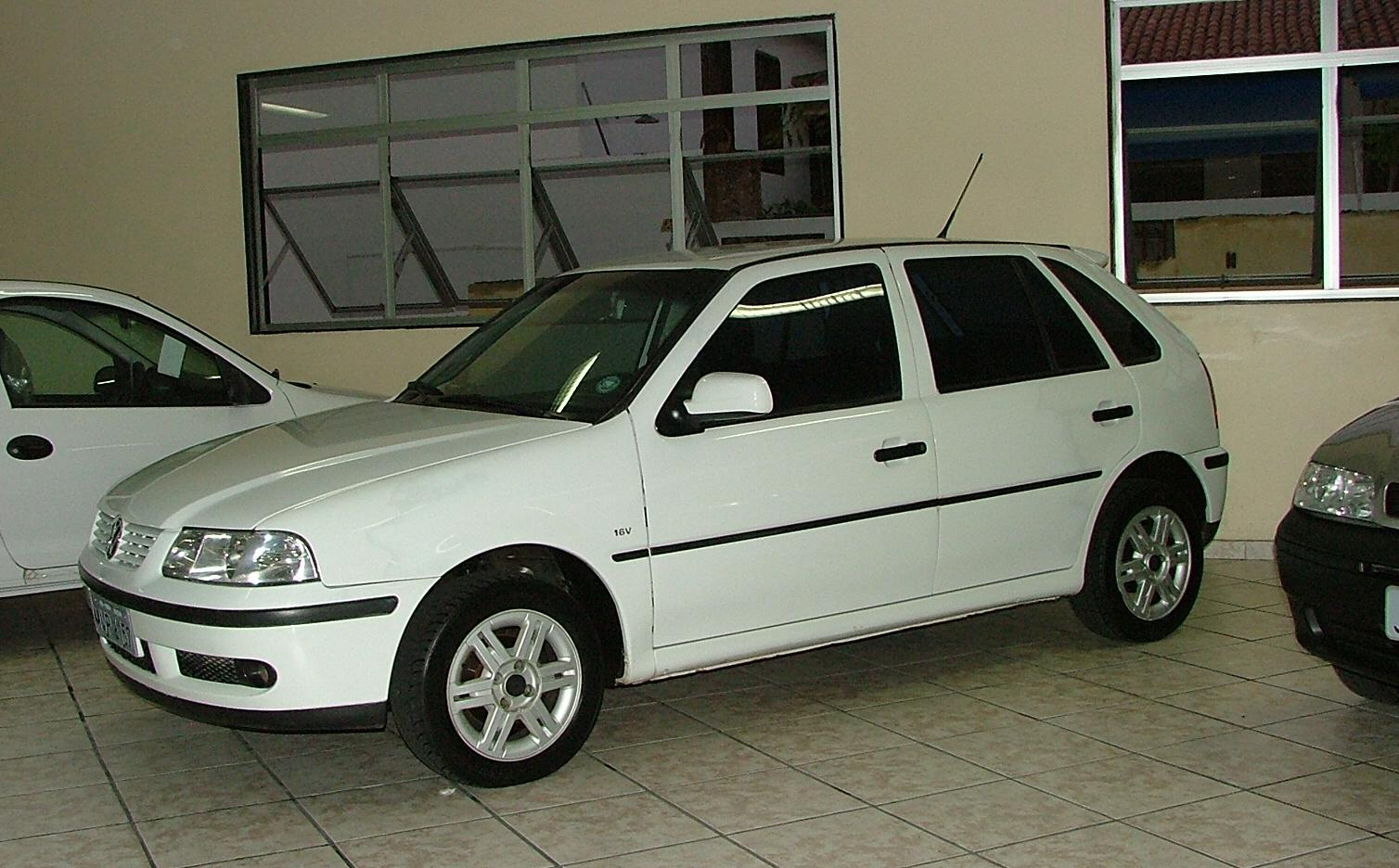
VW Gol

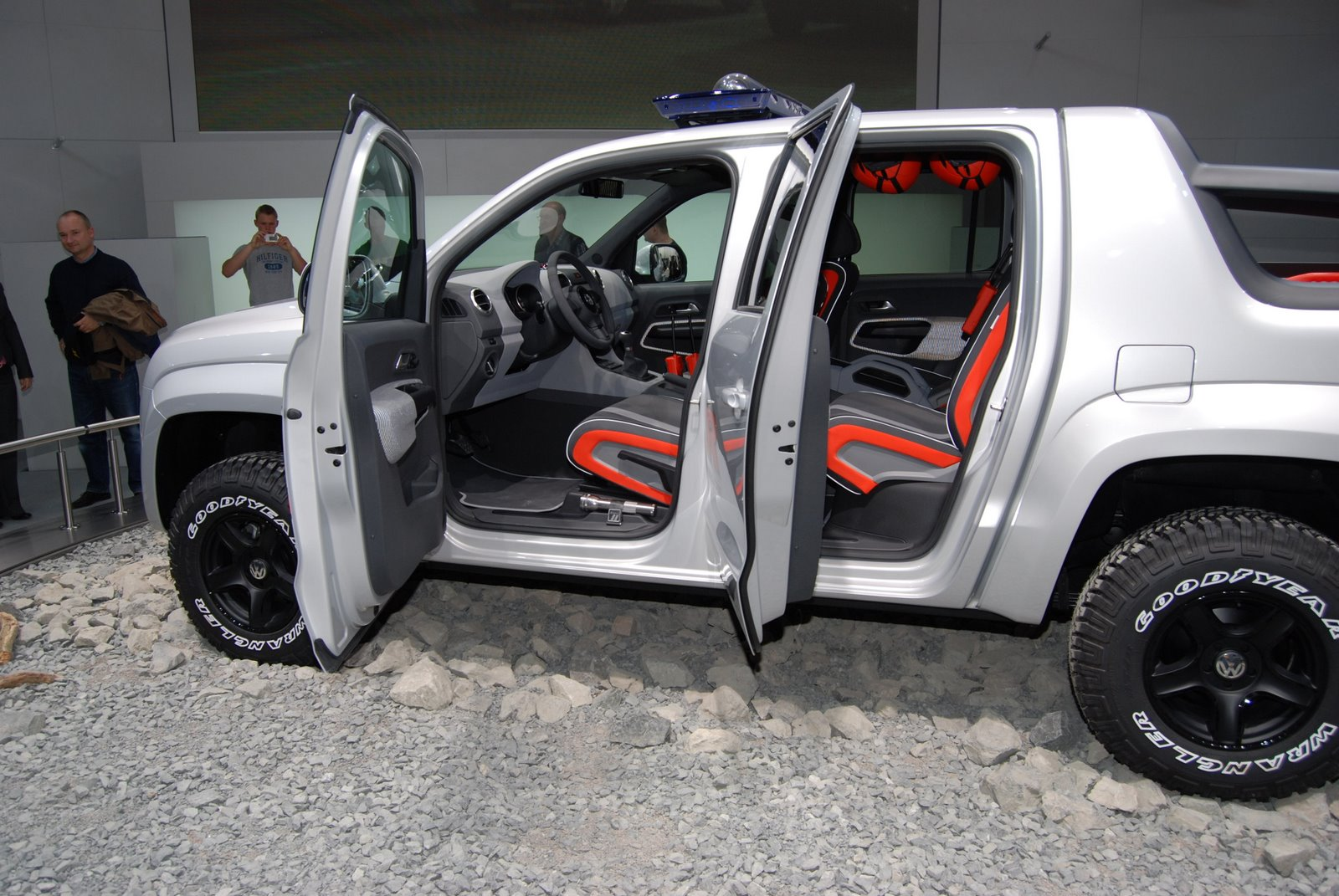
Studie des VW Amarok (Robust Pickup)

- Gol Power Kombivariante: Gol Country; Pick-Up-Variante: Saveiro
- Gol Trend neue Generation des Gol; Stufenheckvariante: Voyage
- VW Golf auf Golf IV-Basis
- VW Polo Classic altes Stufenheckmodell auf Basis 6N
- VW Amarok Zwei- und Viertüriger Pickup
- VW Suran argentinischer Name für den SpaceFox
- VW Vento argentinischer Name für den Jetta

#### BrasilienVW Brasilien
- VW Fox
  - Fox City Dreitürer
  - Fox Plus Fünftürer
  - SpaceFox Mini-Van
  - CrossFox Crossover-Version

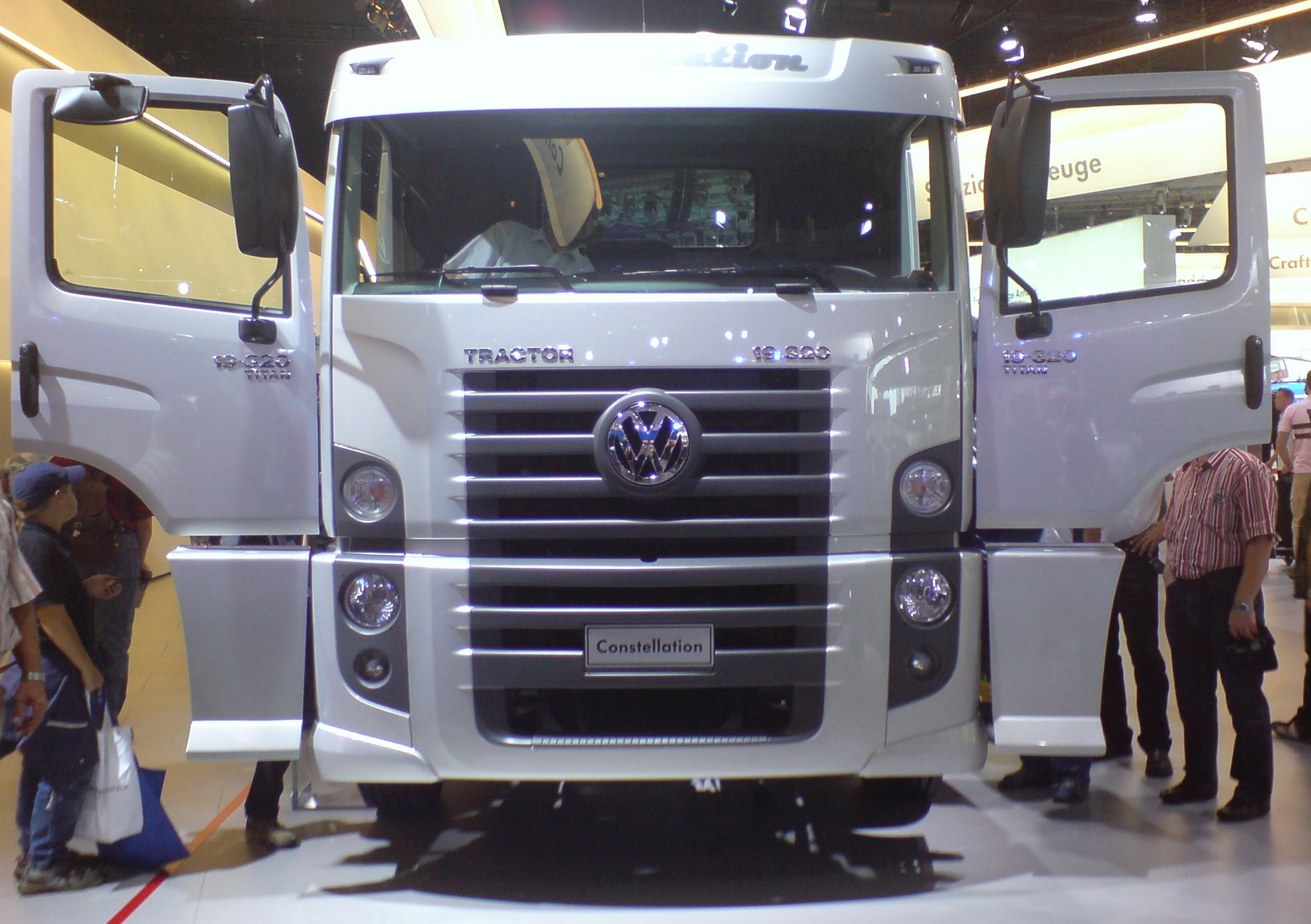
VW Constellation

- VW Novo Gol neue Generation des Gol; Stufenheckversion: Novo Voyage; Pick-Up-Version: Saveiro
- VW Gol G4 alte Gol-Generation; Kombiversion: Parati
- VW Golf auf Golf IV-Basis
- VW Polo Sedan
- VW Kombi modernisierte Version des T2b
- VW Virtus
- VW Tera

Außerdem fertigt Volkswagen Caminhões Ltda, das seit 2009 zu MAN gehört, unter der Marke Volkswagen Caminhões e Ônibus in Brasilien Lkw und Fahrgestelle für Busse jeder Größenordnung. Diese Modelle werden nur in Süd- und Mittelamerika, Afrika und im Nahen Osten vertrieben, doch wurde in den 1990er Jahren mit dem VW L80 ein Modell auch nach Europa exportiert. Das Knowhow für schwere Lkw in Europa wird im Volkswagenkonzern von MAN und Scania vertreten.

#### MexikoVolkswagen de México
- VW Pointer

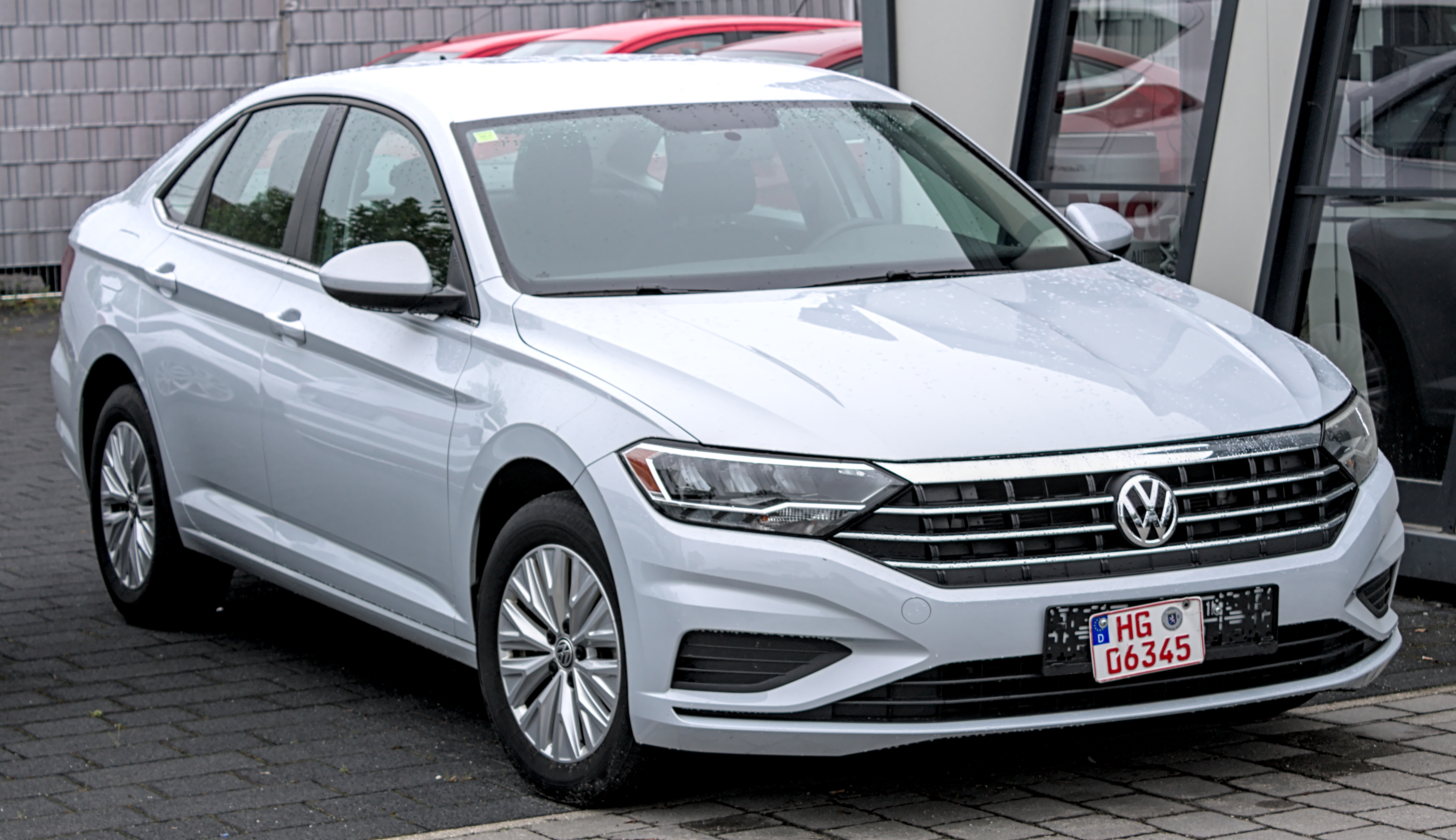
VW Jetta VII

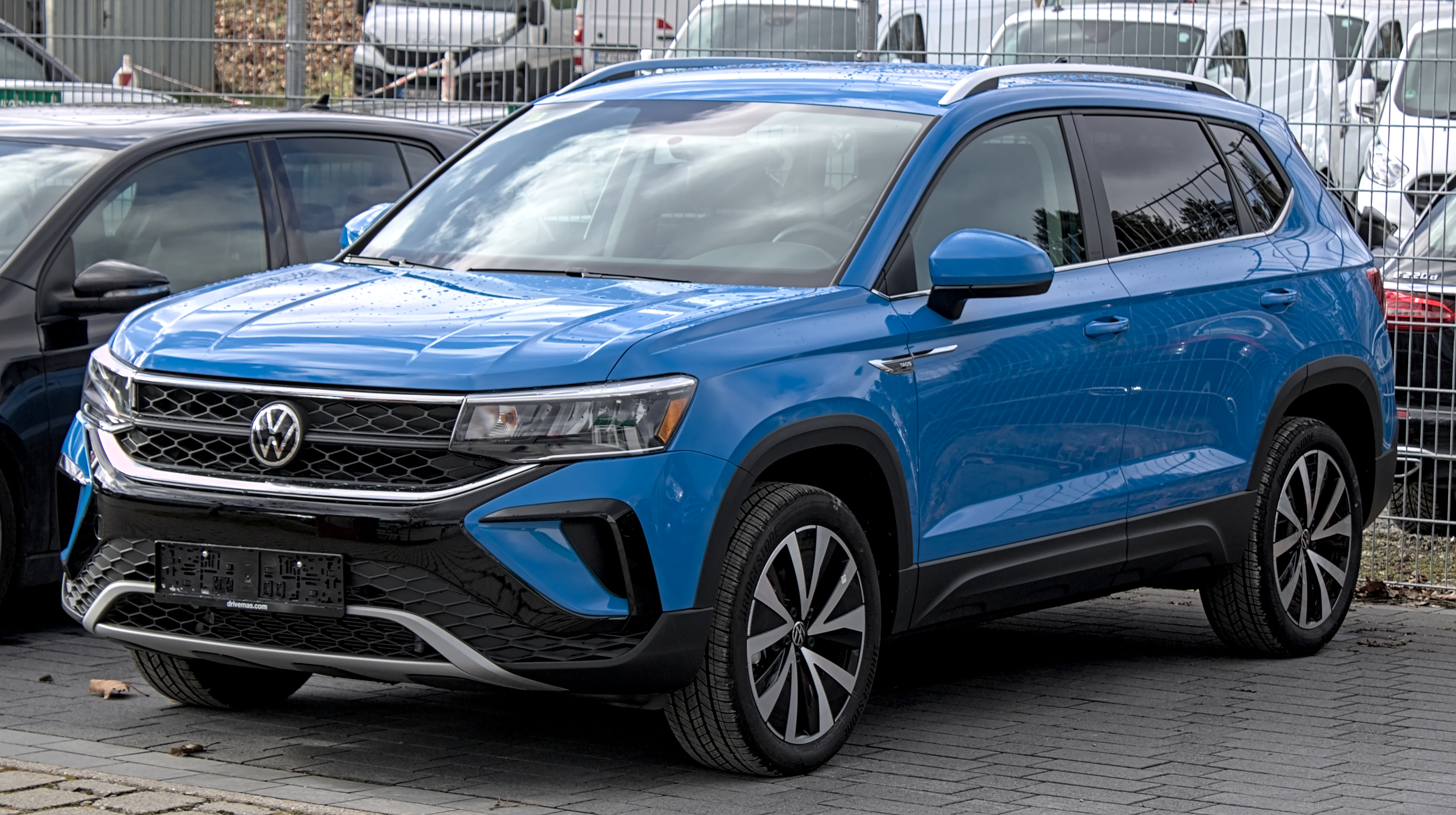
VW Taos

- VW Gol und VW Gol Sedan neue Generation
- Modelle auf alter Gol-Basis:
  - VW Jetta
  - VW Pick-Up
- VW Lupo
  - VW Lupo Drei- und Fünftürer
  - VW CrossFox CrossOver-Version
  - VW SportVan Mini-Van
- VW Routan
- VW Van
- VW Taos

#### SudafrikaVW Südafrika
- VW Citi Golf modernisierter Golf I Produktion seit Oktober 2009 eingestellt[18]
- VW Golf Golf V

Nutzfahrzeuge:
- VW Volksbus Busfahrgestelle
- VW Constellation schwerer LKW

#### China VolksrepublikVW China
Volkswagen betreibt ein E-Auto-Werk in Hefei und drei Gemeinschaftsunternehmen. FAW-Volkswagen, FAW-Audi und Shanghai Volkswagen treten als eigenständige Marken mit eigener Modellpalette am Markt an. Volkswagen tritt auch als Marke auf und vertreibt einige europäische Modelle wie Touareg oder New Beetle.
2020 erwarb Volkswagen 75 % der Anteile am Joint Venture JAC-Anhui. Staatliche Partner fürchten Nachteile durch die neue VW-Kooperation. Am Gemeinschaftsunternehmen mit SAIC ist VW zu 50 % beteiligt, an dem mit FAW zu 40 %.

##### FAW-Volkswagen
- VW Bora, entspricht dem europäischen Bora, der in Deutschland nicht mehr verkauft wird
- VW New Bora[19]
- VW Golf nur Golf IV, kein Golf V in China erhältlich
- VW ID.6 Crozz
- VW Jetta, Weiterentwicklung des europäischen Jetta II
- VW Sagitar, chinesischer Name für aktuellen Jetta
- VW Magotan, chinesischer Name für den aktuellen Passat
- VW Caddy
- VW Tacqua
- VW Talagon
- VW Tavendor
- VW Tayron
- VW Tayron L
- VW Tayron X
- Audi A6 L Langversion des Audi A6
- Audi A4
- Audi A4L Langversion des Audi A4
- Audi Q5

##### Shanghai Volkswagen
- VW Polo
- VW Gol, Modell aus Brasilien
- VW ID.6 X
- VW Passat (B5GP)
  - Passat Lingyu „China“-Passat, vom Škoda Superb I abgeleitete Langversion
- Santana, B2 Platform
  - Santana 3000
- VW Touran
- VW Tiguan
- VW Tharu
- VW Tharu XR
- SVW-Škoda
- Škoda Octavia
- VW Lavida[19]
- VW Lavida XR
- VW Lamando
- VW Lamando L
- VW Phideon
- VW Teramont
- VW Teramont Pro
- VW Teramont X
- VW Tiguan L Pro
- VW Tiguan X
- VW Viloran

#### Škoda Auto India

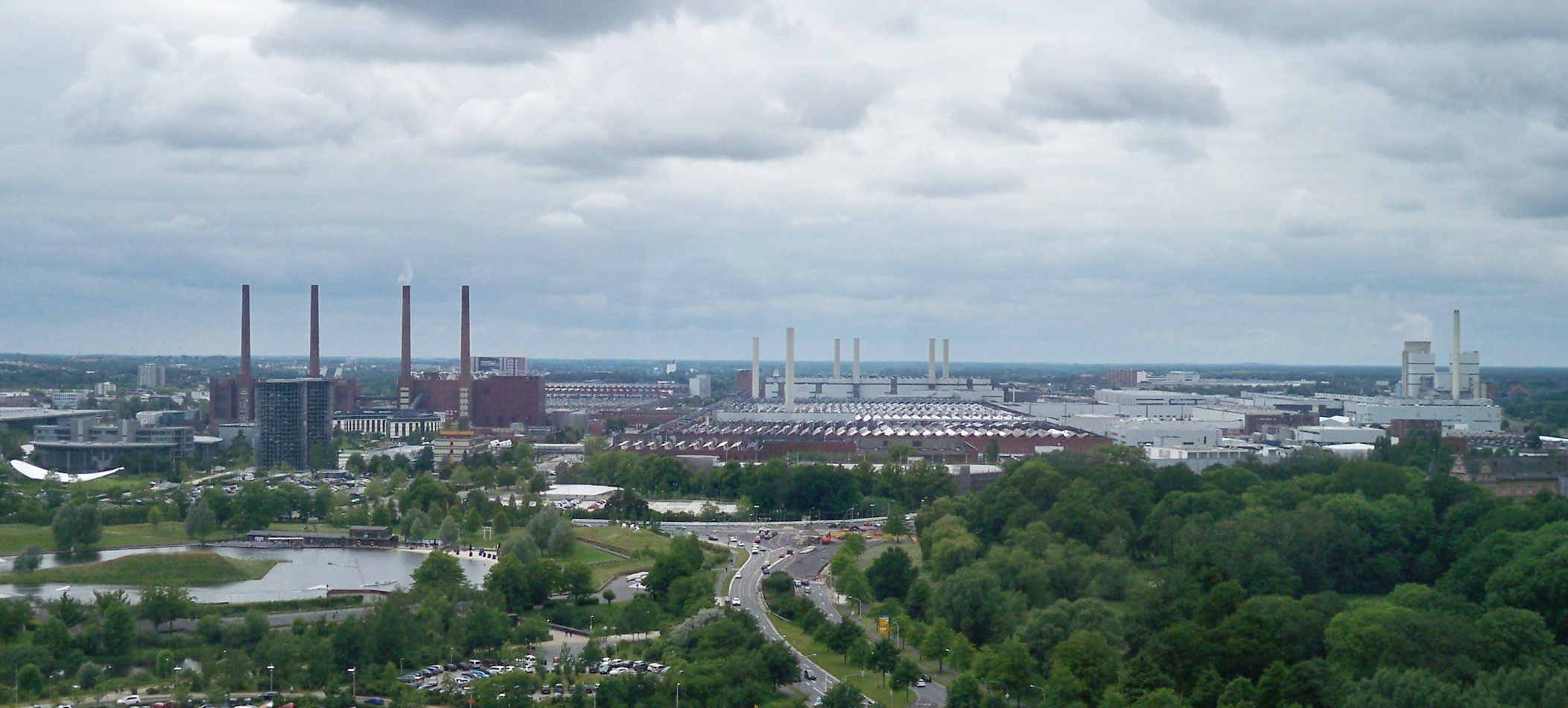
VW-Stammwerk in Wolfsburg

#### IndienŠkoda Auto India
- VW Ameo
- VW Jetta
- VW Polo
- VW Vento (Stufenheck-Version des Polo V, nicht identisch mit dem gleichnamigen VW Vento/Jetta III).

## Produktionsstandorte der Volkswagen PKW
Der Produktionsstandort in Wolfsburg ist bis heute die größte Automobilfabrik der Welt.
|                    | Unternehmen                                                                   | Standorte                                    | Mitarbeiter | Modelle |
| ------------------ | ----------------------------------------------------------------------------- | -------------------------------------------- | ----------- | --- |
| Europa             |                                                                               |                                              |             | |
| Deutschland        | Volkswagen AG (Volkswagen Pkw)                                                | Braunschweig                                 | 6.372       | Komponentenwerk: Kunststofftechnik Volkswagen Group Components: Batteriesysteme Fahrwerk |
| Deutschland        | Volkswagen AG (Volkswagen Pkw)                                                | Emden                                        | 8.834       | VW Arteon VW Arteon Shooting Brake VW Passat VW Passat Variant VW Passat Variant Alltrack VW ID.4                                                                                               |
| Deutschland        | Volkswagen AG (Volkswagen Pkw)                                                | Kassel (Baunatal)                            | 16.500      | Volkswagen Group Components: Abgasanlagen E-Antrieb Getriebe Gießerei |
| Deutschland        | Volkswagen AG (Volkswagen Pkw)                                                | Salzgitter                                   | 7.500       | Volkswagen Group Components: Motoren |
| Deutschland        | Volkswagen AG (Volkswagen Pkw)                                                | Wolfsburg                                    | 60.000      | Seat Tarraco VW Golf VW Golf Variant VW Tiguan VW Touran Komponentenwerk: Presswerk Kunststofftechnik Volkswagen Group Components: Fahrwerk                                                     |
| Deutschland        | Volkswagen Sachsen GmbH (Volkswagen Pkw)                                      | Chemnitz                                     | 1.900       | Volkswagen Group Components: Motoren |
| Deutschland        | Volkswagen Sachsen GmbH (Volkswagen Pkw)                                      | Dresden                                      | 340         | VW ID.3 |
| Deutschland        | Volkswagen Sachsen GmbH (Volkswagen Pkw)                                      | Zwickau                                      | 10.350      | Mehrmarkenwerk: Audi Q4 e-tron Audi Q4 e-tron Sportback Cupra Born VW ID.3 VW ID.4 VW ID.5 |
| Deutschland        | Volkswagen Osnabrück GmbH (Volkswagen Pkw)                                    | Osnabrück                                    | 2.300       | Mehrmarkenwerk: VW Arteon Shooting Brake VW T-Roc Cabriolet Porsche 718 Boxster Porsche 718 Cayman                                                                                              |
| Portugal           | Volkswagen Autoeuropa, Lda. (Volkswagen Pkw)                                  | Palmela                                      | 4.980       | Seat Alhambra VW Sharan VW T-Roc |
| Spanien            | Volkswagen Navarra (Volkswagen Pkw)                                           | Pamplona                                     | 4.526       | VW Polo VW T-Cross VW Taigo |
| Slowakei           | Volkswagen Slovakia a.s. (Volkswagen Pkw)                                     | Bratislava                                   | 10.884      | Audi Q7 Audi Q8 Porsche Cayenne Porsche Cayenne Coupé Seat Mii electric Škoda Citigo Škoda Karoq VW Touareg VW up! VW e-up! Volkswagen Group Components: Getriebe                               |
| Slowakei           | Volkswagen Slovakia a.s. (Volkswagen Pkw)                                     | Martin                                       | 859         | Komponentenwerk: Fahrwerkkomponenten Motorenkomponenten Volkswagen Group Components: Getriebe                                                                                                   |
| Nordamerika        |                                                                               |                                              |             | |
| Mexiko             | Volkswagen de México S.A. de C.V. (Volkswagen Pkw)                            | Puebla                                       | 12.006      | VW Jetta VW Taos VW Tiguan Volkswagen Group Components: Gießerei Fahrwerk Motoren |
| Mexiko             | Volkswagen de México S.A. de C.V. (Volkswagen Pkw)                            | Silao                                        | 1.335       | Volkswagen Group Components: Motoren |
| Vereinigte Staaten | Volkswagen Group of America Chattanooga Operations L.L.C. (Volkswagen Pkw)    | Chattanooga (Tennessee)                      | 2.982       | VW Atlas VW Atlas Cross Sport VW ID.4 VW Passat (NMS) |
| Südamerika         |                                                                               |                                              |             | |
| Argentinien        | Volkswagen Argentina S.A. (Volkswagen Pkw)                                    | Córdoba                                      | 1.341       | Volkswagen Group Components: Getriebe |
| Argentinien        | Volkswagen Argentina S.A. (Volkswagen Pkw)                                    | Pacheco                                      | 3.679       | VW Amarok VW Taos |
| Brasilien          | Volkswagen do Brasil Indústria de Veículos Automotores Ltda. (Volkswagen Pkw) | Anchieta                                     | 7.826       | VW Nivus VW Polo VW Saveiro VW Virtus |
| Brasilien          | Volkswagen do Brasil Indústria de Veículos Automotores Ltda. (Volkswagen Pkw) | São Carlos                                   | 908         | Volkswagen Group Components: Motoren |
| Brasilien          | Volkswagen do Brasil Indústria de Veículos Automotores Ltda. (Volkswagen Pkw) | Curitiba (Verbundfertigung - Audi do Brasil) | 2.238       | VW Fox VW T-Cross |
| Brasilien          | Volkswagen do Brasil Indústria de Veículos Automotores Ltda. (Volkswagen Pkw) | Taubaté                                      | 3.031       | VW Gol VW up! VW Voyage |
| Afrika             |                                                                               |                                              |             | |
| Südafrika          | Volkswagen of South Africa (Pty) Ltd. (Volkswagen Pkw)                        | Kariega                                      | 3.930       | VW Polo Vivo Volkswagen Group Components: Motoren |
| Asien              |                                                                               |                                              |             | |
| China              | FAW-Volkswagen Automotive Company, Ltd. (Volkswagen Pkw)                      | Changchun                                    | 21.053      | Audi A4L Limousine 1 Audi A6L Limousine 1 Audi Q5L 1 Audi e-tron VW Bora VW C-Trek VW CC VW CC Shooting Brake VW Tacqua VW Magotan Volkswagen Group Components: Batteriesystem Getriebe Motoren |
| China              | FAW-Volkswagen Automotive Company, Ltd. (Volkswagen Pkw)                      | Chengdu                                      | 6.814       | Jetta VA3 Jetta VS5 Jetta VS7 VW Sagitar Volkswagen Group Components: Motoren |
| China              | FAW-Volkswagen Automotive Company, Ltd. (Volkswagen Pkw)                      | Foshan                                       | 5.151       | Audi Q2L Audi Q2L e-tron VW T-Roc VW Golf VW ID.4 VW ID.6 Audi Q4 e-tron VW ID.7 Volkswagen Group Components: Batteriesysteme                                                                   |
| China              | FAW-Volkswagen Automotive Company, Ltd. (Volkswagen Pkw)                      | Tianjin                                      | 3.357       | Audi Q3 Audi Q3 Sportback VW Thayron VW Thayron X |
| China              | FAW-Volkswagen Automotive Company, Ltd. (Volkswagen Pkw)                      | Qingdao                                      | 3.289       | Audi A3 Limousine Audi A3 Sportback VW New Bora VW e-Bora |
| China              | SAIC-Volkswagen Automotive Co., Ltd., Shanghai (Volkswagen Pkw)               | Anting                                       | 17.249      | Audi A7 Limousine Audi Q5 e-tron VW e-Lavida VW ID.3 VW ID.4 VW New Lavida VW Phideon VW Polo VW T-Cross VW Tiguan (LWB) 2 Volkswagen Group Components: Batteriesysteme Motoren                 |
| China              | SAIC-Volkswagen Automotive Co., Ltd., Shanghai (Volkswagen Pkw)               | Changsha                                     | 2.799       | Škoda Kodiaq Škoda Kodiaq GT VW New Lavida VW Touran |
| China              | SAIC-Volkswagen Automotive Co., Ltd., Shanghai (Volkswagen Pkw)               | Nanjing                                      | 2.886       | Škoda Kamiq Škoda Kamiq GT Škoda Superb VW Passat China |
| China              | SAIC-Volkswagen Automotive Co., Ltd., Shanghai (Volkswagen Pkw)               | Ningbo                                       | 3.358       | Škoda Karoq Škoda Octavia Škoda Octavia Combi VW Lamando VW Tharu VW Teramont VW Teramont X VW Viloran                                                                                          |
| China              | SAIC-Volkswagen Automotive Co., Ltd., Shanghai (Volkswagen Pkw)               | Urumqi                                       | 539         | VW Tharu VW Santana |
| China              | SAIC-Volkswagen Automotive Co., Ltd., Shanghai (Volkswagen Pkw)               | Yizheng                                      | 2.759       | Škoda Rapid Škoda Rapid Spaceback VW Tharu VW Santana |
| Indien             | Škoda Auto India Private Limited (Škoda Auto)                                 | Aurangabad                                   | 635         | Audi A4 Limousine Audi A6 Limousine Audi Q5 Audi Q7 Škoda Kodiaq Škoda Superb VW Tiguan Volkswagen Group Components: Motoren                                                                    |
| Indien             | Volkswagen India Private Ltd. (Volkswagen Pkw)                                | Pune                                         | 3.743       | Škoda Rapid VW Polo VW Polo Vento Volkswagen Group Components: Motoren |